# Умершие в мае 2015 года
Это список известных людей, соответствующих установленным критериям значимости (см. Википедия:Критерии значимости персоналий), умерших в мае 2015 года.
Причина смерти указывается лишь в исключительных случаях (убийство, самоубийство, гибель в результате военных действий, смертная казнь, ДТП или несчастные случаи). В остальных случаях — не указывается.

## 31 мая
- Барышников, Анатолий Юрьевич (70) — советский и российский онколог, директор НИИ экспериментальной диагностики и терапии опухолей РОНЦ им. Н. Н. Блохина (с 1998 года), лауреат премии Правительства Российской Федерации в области науки и техники (2004)[1].
- Безхребтый, Михаил Иванович (91)[значимость?] — советский военачальник, начальник штабов Прибалтийского и Дальневосточного военных округов, участник Великой Отечественной войны, генерал-полковник в отставке[2].
- Влашек, Карл (97) — австрийский бизнесмен, миллиардер, основатель торговой сети Billa[3].
- Донник, Дмитрий Мефодьевич (89) — советский и молдавский тренер по пулевой стрельбе, мастер спорта СССР, заслуженный тренер Молдавской ССР, участник Великой Отечественной войны[4].
- Извеков, Геннадий Иванович (93)[значимость?] — советский и российский поэт, участник Великой Отечественной войны[5].
- Кастел, Нико (83) — американский оперный певец, солист Метрополитен-опера[6].
- Коидзуми, Хироси (88) — японский актёр[7].
- Тинмей, Орлан Дозур-оолович (50)[значимость?] — российский тувинский политик и один из первых бизнесменов Республики Тыва[8].

## 30 мая

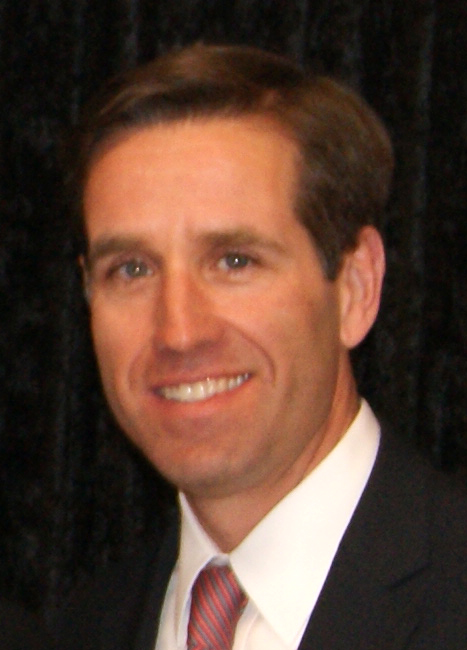
Бо Байден

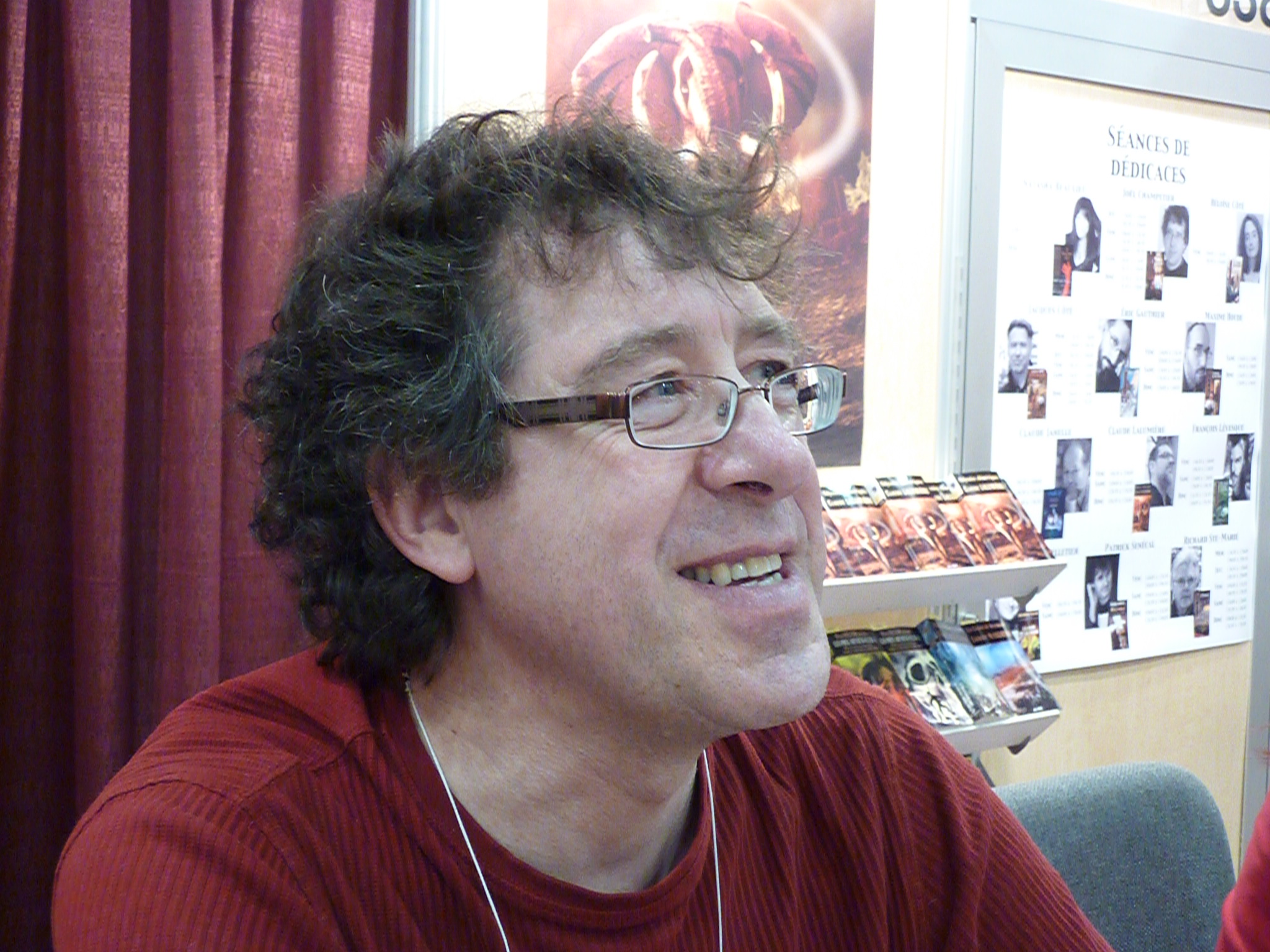
Джоэль Шампетье

- Арнаутович, Владимир (43) — румынский и сербский баскетболист и тренер по баскетболу («Асесофт Плоешти»); рак[9].
- Байден, Бо (46) — американский юрист и политический деятель, генеральный прокурор штата Делавэр (2007—2015)[10].
- Д’Арси, Джейк[англ.][значимость?] — британский актёр[11].
- Дорф, Александр Ушерович (68) — советский и российский конструктор-оружейник, изобретатель, заслуженный конструктор Российской Федерации (1999)[12].
- Еналдиев, Асланбек Иналович (67) — советский штангист, чемпион СССР (1977), многократный чемпион РСФСР и серебряный призёр чемпионата мира и Европы (1977)[13].
- Зорицич, Звонимир (66) — хорватский актёр[14].
- Кочергин, Иван Васильевич (79) — советский борец классического стиля, бронзовый призёр летних Олимпийских игр в Мехико (1968)[15].
- Макнамара, Тони (85) — английский футболист[16].
- Невен Дюмон, Альфред (88) — немецкий издатель[17].
- Сатановский, Леонид Моисеевич (83) — советский и российский актёр театра и кино, народный артист Российской Федерации (1999)[18].
- Харрис, Джули (94) — американская художница по костюмам, лауреат премии «Оскар» (1966)[19].
- Шампетье, Джоэль (57) — канадский писатель[20].

## 29 мая

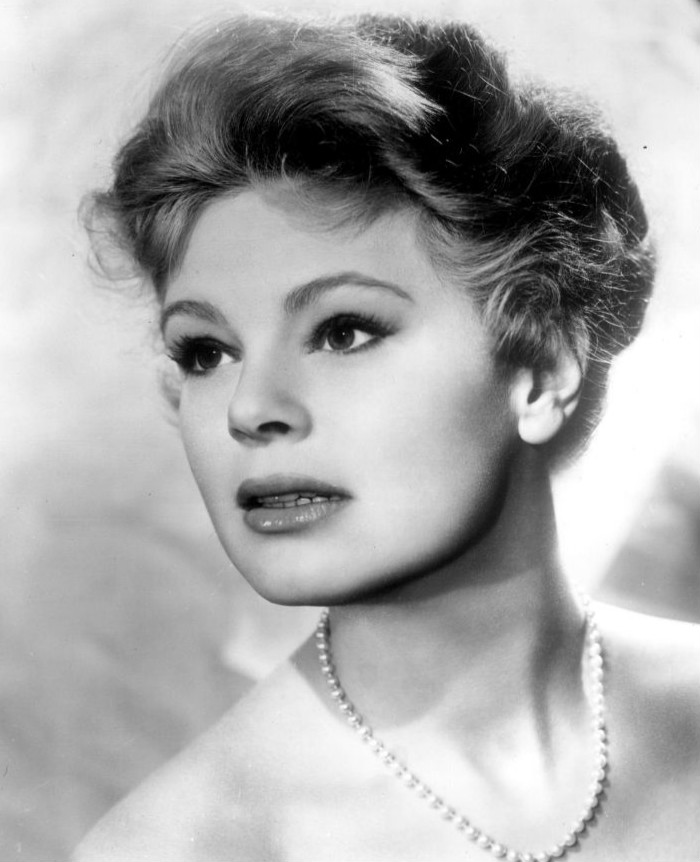
Бетси Палмер

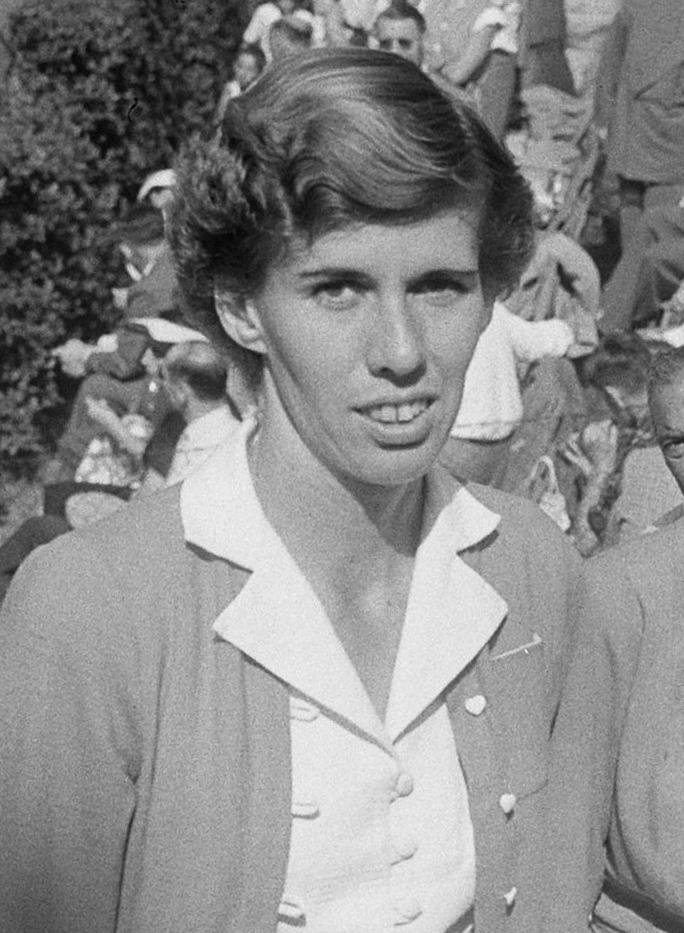
Дорис Харт

- Ансимов, Георгий Павлович (92) — советский и российский режиссёр оперы и оперетты, народный артист СССР (1986)[21].
- Анфим (Драконакис) (80) — епископ Константинопольской православной церкви, титулярный епископ Олимпийский (c 1992 года)[22].
- Виноградов, Игорь Иванович (84) — советский и российский критик, литературовед, журналист[23].
- Гиллиган, Эд[англ.] (55) — американский предприниматель, президент American Express (c 2013)[24].
- Горюнов, Олег Валентинович (62) — советский и российский архитектор, главный архитектор Перми (2001—2003), почётный архитектор России[25].
- Зельман, Сэм (100) — американский тележурналист, один из основателей телекомпании CNN[26].
- Карр, Генри (72) — американский легкоатлет, двукратный чемпион летних Олимпийских игр в Токио (1964)[27].
- Кастело, Сантьяго[исп.] (66) — испанский и кубинский поэт и журналист[28].
- Лагода, Наталья Васильевна (41)[значимость?] — российская и украинская эстрадная певица[29].
- Муравицкий, Юрий Адольфович (67) — советский и украинский актёр театра и кино, заслуженный артист Украины[30].
- Палмер, Бетси (88) — американская актриса[31].
- Саммерс, Джо (75) — канадский продюсер[32].
- Харт, Дорис (89) — американская теннисистка, член Международного зала теннисной славы[33].

## 28 мая
- Гербер, Стивен (66) — американский композитор[34].
- Имаи, Масаюки[яп.] (54) — японский актёр[35][36].
- Песаола, Бруно (89) — аргентинский и итальянский футболист и тренер, чемпион Аргентины (1941, 1942) в составе «Ривер Плейт», капитан «Наполи» (1953—1960), старший тренер «Наполи» (1962—1968, 1976—1977, 1982—1983), «Фиорентины» (1968—1971) и «Болоньи» (1972—1976, 1977—1979)[37].
- Рейнальдо Рей (75) — американский актёр[38].
- Симеон (Ларин) (97) — иеромонах Русской православной церкви, литератор[39].
- Урусов, Вадим Сергеевич (78) — советский и российский химик, заведующий лабораторией кристаллохимии Института геохимии и аналитической химии им. В. И. Вернадского РАН, академик РАН (2003), лауреат Государственной премии Российской Федерации (2001), заслуженный деятель науки Российской Федерации (2008)[40].
- Федотов, Павел Кириллович (74) — советский и российский живописец, заслуженный художник Российской Федерации (1999)[41].
- Чепулис, Йонас (75) — советский боксёр литовского происхождения, серебряный призёр летних Олимпийских игр в Мехико (1968)[42].

## 27 мая

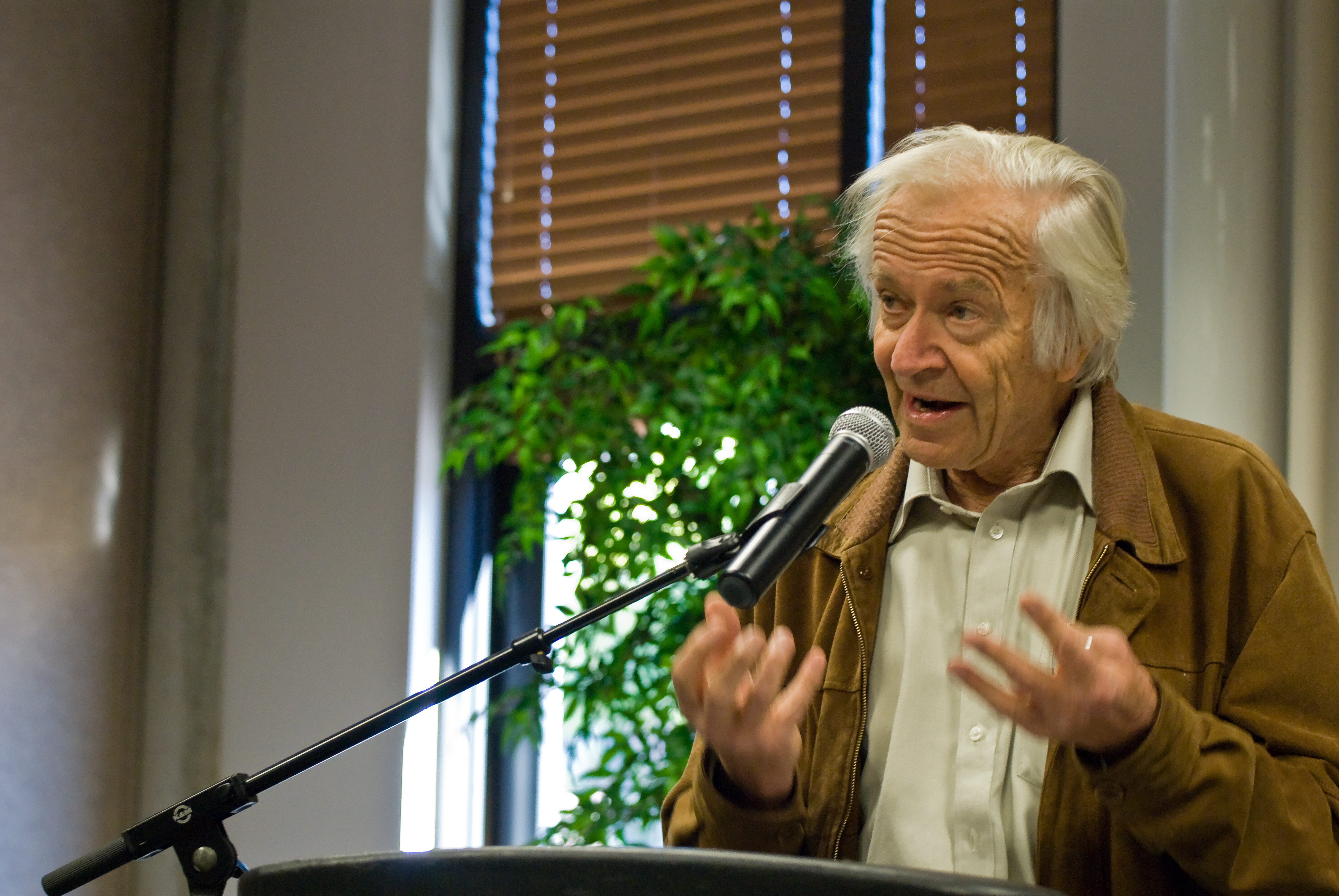
Нильс Кристи

- Ат-Турки, Хасан Абдулла Херси — сомалийский исламист, один из лидеров «Харакат аш-Шабаб»[43].
- Видерманн, Элизабет (89) — немецкая актриса[44].
- Вульф, Рассел (50) — американский актёр и продюсер («Бог не умер»)[45].
- Гальперин, Юлий Аркадьевич (87) — советский и украинский живописец, народный художник Украины (2008)[46].
- Гилберт, Паркер (81) — американский финансист, президент Morgan Stanley (1983—1990)[47] Архивная копия от 28 мая 2015 на Wayback Machine.
- Карлссон, Эрик (86) — шведский автогонщик, победитель международных соревнований[48].
- Кинг, Майкл (66) — американский продюсер, создатель шоу «Опра» Опры Уинфри и «Доктор Фил»[49].
- Кристи, Нильс (87) — норвежский криминолог и писатель, один из основателей аболиционизма в криминологии[50].
- Мартин, Майкл (83) — американский философ, почётный профессор Бостонского университета[51].
- Маслов, Олег Константинович (82) — советский и российский поэт, заслуженный работник культуры Российской Федерации (1993), почётный гражданин Благовещенска[52].
- Меджидова, Сидрат Меджидовна (76) — советская и российская актриса, артистка Аварского музыкально-драматического театра имени Гамзата Цадасы (с 1952 года), народная артистка Российской Федерации (2005)[53].
- Мотавкин, Павел Александрович (92) — советский и российский биолог, доктор медицинских наук, профессор, заслуженный деятель науки РСФСР (1975), один из основателей Владивостокского медицинского института, почётный гражданин Владивостока (1994)[54].
- Ньюман, Уильям (80) — американский актёр[55].
- Себастьяни, Франка[итал.] (66)[значимость?] — итальянская эстрадная певица и композитор[56].
- Хилл, Ирвин (87) — американский государственный деятель, мэр Норфолка (Виргиния) (1974—1976)[57].
- Цыганов, Виктор Иванович (82) — советский профсоюзный деятель, председатель Калининского (Тверского) областного совета профсоюзов (1987—1992), народный депутат СССР, член Верховного Совета СССР[58].
- Шихан, Деннис (68) — ирландский музыкальный менеджер (U2)[59].

## 26 мая

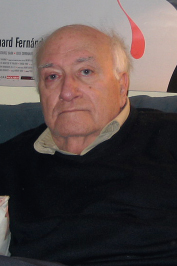
Висенте Аранда

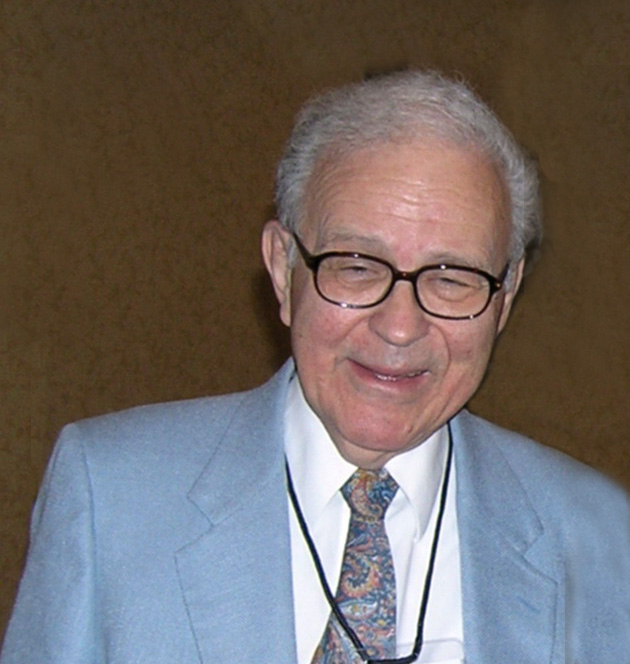
Роберт Крафт

- Аранда, Висенте (88) — испанский кинорежиссёр, сценарист и продюсер[60].
- Динер, Готфрид (88) — швейцарский бобслеист, чемпион зимних Олимпийских игр в Кортина-д’Ампеццо (1956)[61].
- Дремлюга, Владимир Александрович (75) — советский диссидент, участник демонстрации 25 августа 1968 года[62].
- Зайцев, Андрей Кириллович (68) — советский и российский социолог и публицист, доктор философских наук, профессор, президент Российского общества социологов (1991)[63].
- Калигари, Клаудио (67) — итальянский режиссёр, лауреат Венецианского кинофестиваля (1983)[64].
- Крафт, Роберт (87) — американский астроном, член Национальной академии наук США, лауреат премии Хелены Уорнер (1962), премии Генри Норриса Рассела (1995) и медали Кэтрин Брюс (2005)[65].
- Хорнери, Боб (83) — австралийский актёр[66].

## 25 мая
- Багаев, Дэги Имранович (72) — советский и российский тренер по вольной борьбе, заслуженный тренер СССР и России, один из основоположников чеченской школы вольной борьбы[67].
- Бондаренко, Анатолий Дмитриевич (81) — советский государственный деятель, председатель Сумского облисполкома (1988—1990), председатель Сумского областного Совета народных депутатов (1990—1991)[68].
- Карасиньский, Томаш (72) — польский актёр театра и кино[69].
- Корчагин, Евгений Николаевич (69) — российский деятель культуры, директор Центрального военно-морского музея (1991—2004), заместитель директора Государственного музея-памятника Исаакиевский собор (Санкт-Петербург) (с 2004 года), заслуженный работник культуры Российской Федерации (2010)[70].
- Кривошеев, Антон Борисович (25) — российский спортсмен, чемпион мира и России по карате кёкусинкай (2012), мастер спорта России международного класса; убит (тело найдено в этот день)[71].
- Марк, Мэри Эллен (75) — американская фотохудожница[72].
- Массиас, Хорхе (67) — мексиканский певец и композитор[73].
- Можаева, Галина Николаевна (86) — советский и российский цитолог и биофизик, член-корреспондент РАН (1994), лауреат Государственной премии СССР (1985)[74].

## 24 мая

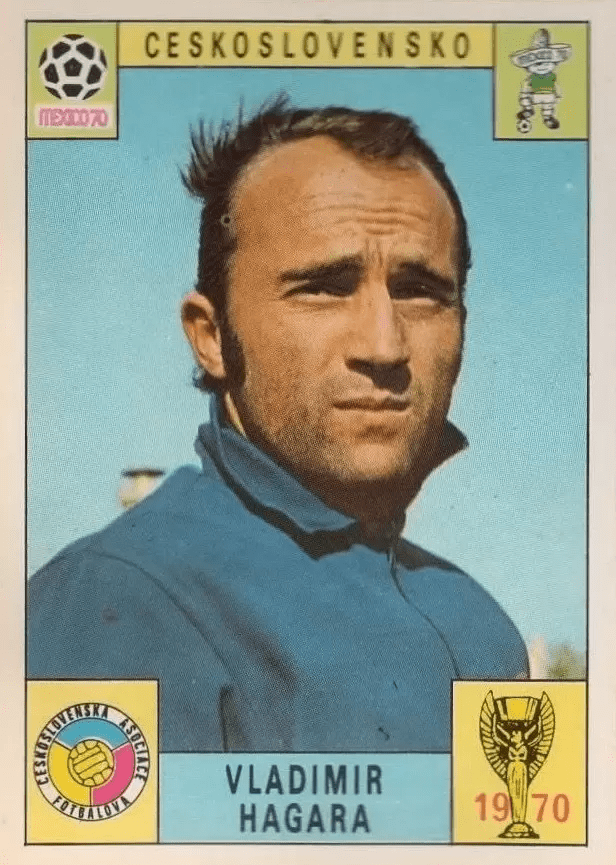
Владимир Гагара

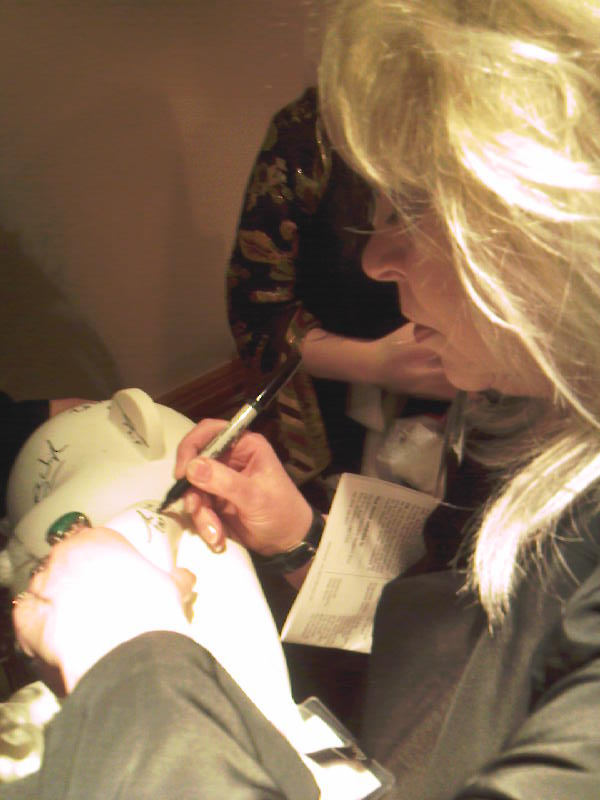
Танит Ли

- Абрамов, Александр Михайлович (68) — советский и российский математик, основатель и директор Московского института развития образовательных систем (МИРОС) (1992—2002), член-корреспондент Российской академии образования (1992)[75].
- Белгрейв, Маркус (78) — американский джазовый трубач[76].
- Гагара, Владимир (71) — чехословацкий футболист, участник чемпионата мира (1970)[77].
- Даниялов, Юсуп Абдурахманович (76) — советский и российский дагестанский кинорежиссёр («Не было печали») и актёр, заслуженный деятель искусств Абхазской АССР, сын первого секретаря Дагестанского обкома КПСС Абдурахмана Даниялова[78].
- Ли, Танит (67) — британская писательница в жанрах научной фантастики, хоррор, фэнтези[79].
- Мутафчиев, Йордан (74) — болгарский государственный деятель, министр обороны Болгарии (1990—1991), посол Болгарии в КНДР (1993—1997)[80].
- О’Брайен, Майк (51) — канадский актёр[81].
- Роке, Педро (47) — кубинский борец греко-римского стиля, чемпион мирового первенства в Клермон-Ферране (1987)[82] Архивная копия от 25 мая 2015 на Wayback Machine.
- Субботин, Василий Ефимович (94) — советский и российский писатель[83].
- Таллер, Борис Николаевич (83) — советский и российский хозяйственный деятель, генеральный директор Ленинградского станкостроительного объединения имени Я. М. Свердлова (1978—?), лауреат Государственной премии СССР (1983) и премии Совета Министров СССР (1990), заслуженный машиностроитель РСФСР[84].

## 23 мая

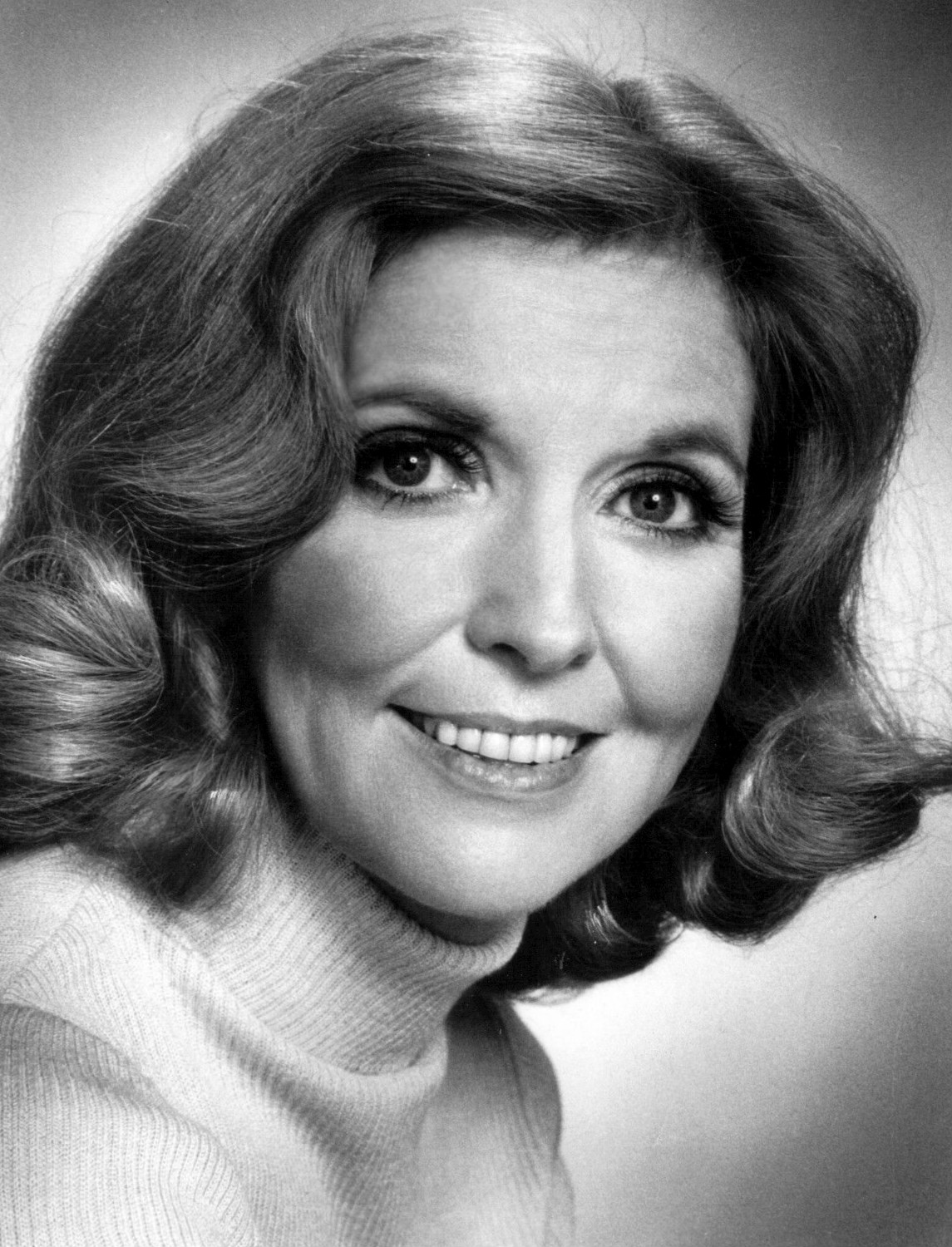
Энн Мира

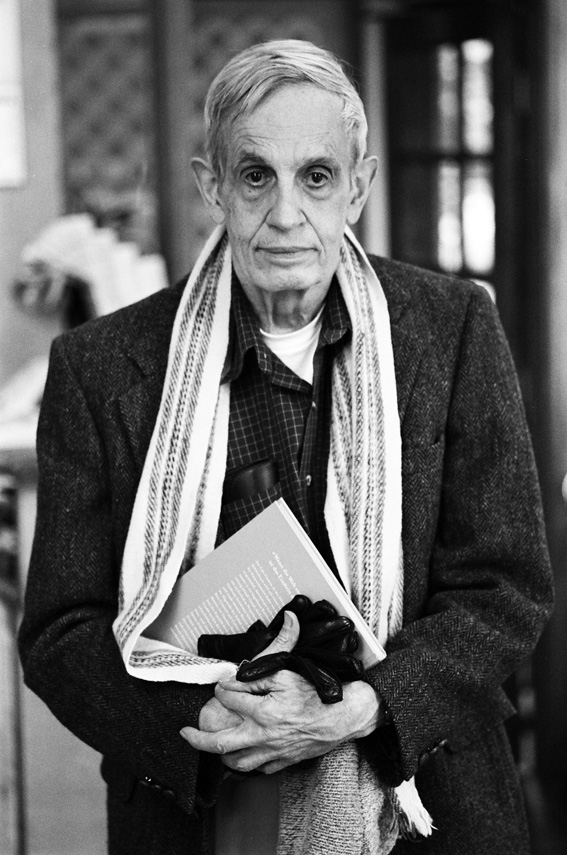
Джон Нэш

- Ашимханов, Дидахмет (64) — казахстанский писатель, переводчик и журналист[85].
- Дубровский, Олег Александрович (50)[значимость?] — российский журналист, главный редактор газеты «Курган и курганцы» (с 2009 года), председатель правления Курганской областной организации Союза журналистов России (с 2013 года)[86].
- Мира, Энн (85) — американская актриса, жена актёра Джерри Стиллера, мать актёров Бена и Эми Стиллеров[87].
- Мозговой, Алексей Борисович (40) — один из лидеров вооружённых формирований Луганской Народной Республики; убит[88].
- Нэш, Джон Форбс (86) — американский математик, лауреат Нобелевской премии по экономике (1994); автокатастрофа[89].
- Райми, Али (41) — йеменский боксёр, рекордсмен по числу побед нокаутом в первом раунде[90].
- Ферузи, Зеди (?) — лидер бурундийской оппозиционной партии «За мир и развитие»; убит[91].

## 22 мая

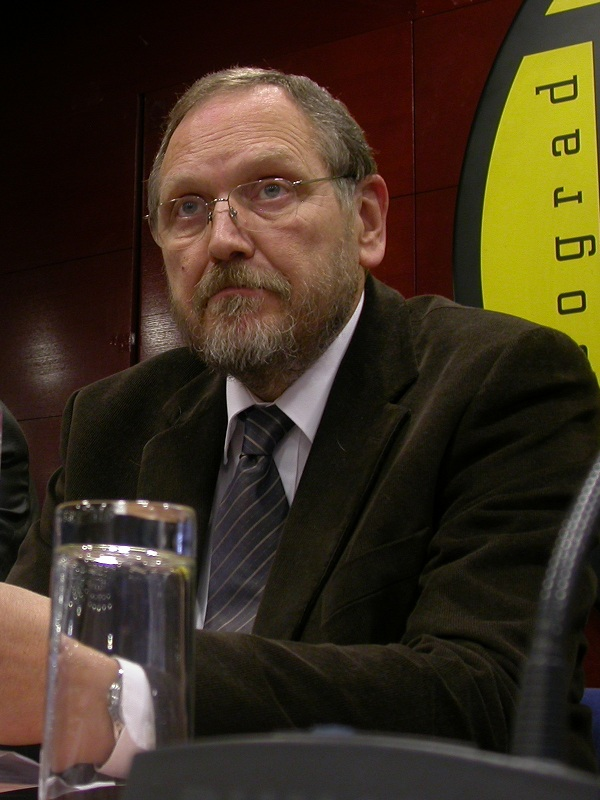
Радомир Наумов

- Благов, Крум (61) — болгарский журналист и писатель-документалист[92].
- Вайда, Лешек (85) — польский архитектор, профессор и декан Краковской академии искусств, организатор выставок в Королевском замке на Вавеле[93].
- Залещанский, Борис Данилович (72) — советский и российский инженер-конструктор, генеральный конструктор АСУ Вооружённых Сил Российской Федерации (с 2000 года), генеральный директор Научно-исследовательского института автоматической аппаратуры имени академика В. С. Семенихина (1996—2008), профессор, лауреат Государственной премии Российской Федерации[94].
- Катрюк, Владимир (93) — нацистский преступник периода Второй мировой войны[95].
- Милашев, Владимир Аркадьевич (84) — советский и российский специалист в области кимберлитового магматизма и геологии месторождений алмазов, главный научный сотрудник ВНИИОкеангеологии им. И. С. Грамберга, доктор геолого-минералогических наук, заслуженный геолог Российской Федерации (2008)[96].
- Наумов, Радомир (68) — сербский государственный деятель, министр горнодобывающей промышленности и энергетики (2004—2007), министр по делам религии (2007—2008)[97].
- Робинсон, Амина (75) — американская художница, лауреат стипендии Мак-Артура (2004)[98].
- Сассус, Жан-Люк (52) — французский футболист («Пари Сен-Жермен»), чемпион Франции (1994)[99].
- Сью-Патт, Терри (50) — британский актёр[100].
- Хейнс, Маркес (89) — американский баскетболист[101].

## 21 мая

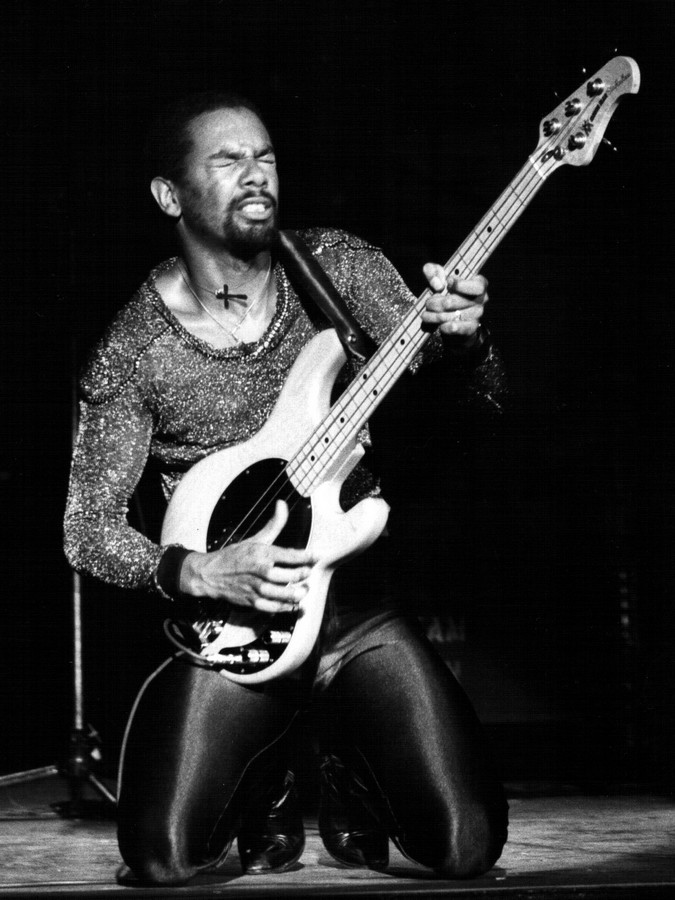
Луис Джонсон

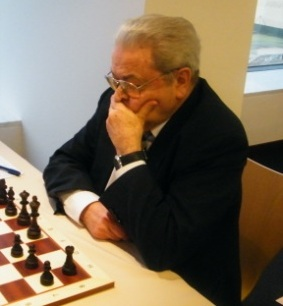
Жоаким Дуран

- Авдыш, Зая Зедович (69) — советский футболист и украинский футбольный тренер, заслуженный тренер России и Украины[102].
- Аль-Харафи, Яссем (75) — кувейтский бизнесмен и государственный деятель, председатель Кувейтского парламента (1999—2011), министр финансов (1985—1986)[103].
- Бутвиль, Сезар (97) — французский шахматист[104].
- Вариев, Салман (Аслан Сигаури) (39)[значимость?] — чеченский террорист, один из лидеров ИГ; убит[105].
- Вудворд, Алан (68) — английский футболист («Шеффилд Юнайтед»)[106].
- Вшивков, Рудольф Васильевич (75) — советский и российский джазовый музыкант, дирижёр и композитор[107].
- Газетов, Владимир Викторович (62) — главный тренер сборной команды России по парашютному спорту, заслуженный тренер России, заслуженный работник физической культуры Российской Федерации (2002)[108].
- Джонсон, Луис (60) — американский музыкант, обладатель премии «Грэмми» (1979)[109].
- Дуран, Жоаким (84) — португальский шахматист, международный мастер (1975)[110].
- Ляпустин, Данил Андреевич (25)[значимость?] — российский актёр, артист Новосибирского драматического театра «Красный факел», лауреат премии «Парадиз» в номинации за лучший дебют в драматическом театре[111].
- Минуолла, Дариус (39) — американский музыкант, ударник группы The Posies[112].
- Молинар Оркаситас, Хуан (59) — мексиканский учёный и политический деятель, директор Института социальной безопасности (2006—2009), секретарь (министр) связи и транспорта (2009—2012)[113] Архивная копия от 3 июня 2015 на Wayback Machine.
- Оразбаева, Турсынай (65) — советская, казахстанская и российская поэтесса и композитор[114].
- Парщикова, Людмила Юрьевна (64) — советская и российская поэтесса[115].
- Петров, Михаил Григорьевич (76) — советский и российский писатель, заслуженный работник культуры Российской Федерации (1999)[116].
- Пош, Харальд (60) — австрийский учёный, председатель совета Европейского космического агентства (с 2014 года) и глава Австрийского аэрокосмического агентства[117][118].
- Сидоти, Аннарита (45) — итальянская легкоатлетка, чемпионка мира (1997) в спортивной ходьбе на 10000 м[119].
- Твинкл (66) — британская эстрадная певица и композитор; рак[120].
- Шагин, Искандер Рафаилович (?)[значимость?] — российский тренер по каратэ, глава Федерации каратэ Татарстана; ДТП[121].

## 20 мая

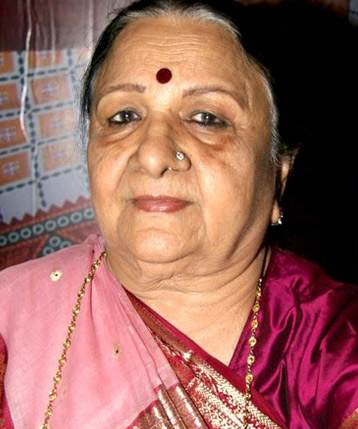
Судха Шивпури

- Белден, Боб (58) — американский джазовый саксофонист, аранжировщик, композитор, дирижёр и продюсер, трёхкратный обладатель премии «Грэмми» (1996, 1998)[122].
- Грей, Айлин (95) — британская велосипедистка, президент Британской ассоциации велоспорта (1976—1986), пионер женского велоспорта[123].
- Карамбула, Гонсало (?) — уругвайский политик, депутат Палаты представителей и глава фракции Компартии Уругвая[124].
- Мюллер, Манфред (88) — немецкий прелат, епископ Регенсбурга (1982—2002)[125].
- Пахомов, Михаил Павлович (73) — советский и российский оперный певец (бас), солист Новосибирского театра оперы и балета (1974—2007), заслуженный артист РСФСР (1989)[126].
- Прохыра, Ян[пол.] (66) — польский театральный и киноактёр, артист Еврейского театра Варшавы, лауреат Фестиваля польских фильмов за исполнение главной роли в фильме «Обломов» (1978)[127].
- Тафельский, Божеслав (69) — польский политик, президент Грудзёндза (1982—1990; 1998—2002)[128].
- Трейнор, Мэри Эллен (62) — американская актриса[129].
- Хартман, Зюта (92) — польско-еврейская подпольщица, последняя остававшаяся в живых участница Еврейского воинского союза[130].
- Шведов, Виталий Леонидович (74) — советский и российский тренер по фристайлу, заслуженный тренер СССР[131] Архивная копия от 5 марта 2016 на Wayback Machine.
- Шивпури, Судха (77) — индийская актриса[132].
- Эрикссон, Харальд (93) — шведский лыжник, серебряный призёр зимних Олимпийских игр в Санкт-Морице (1948)[133] Архивная копия от 15 февраля 2016 на Wayback Machine.

## 19 мая

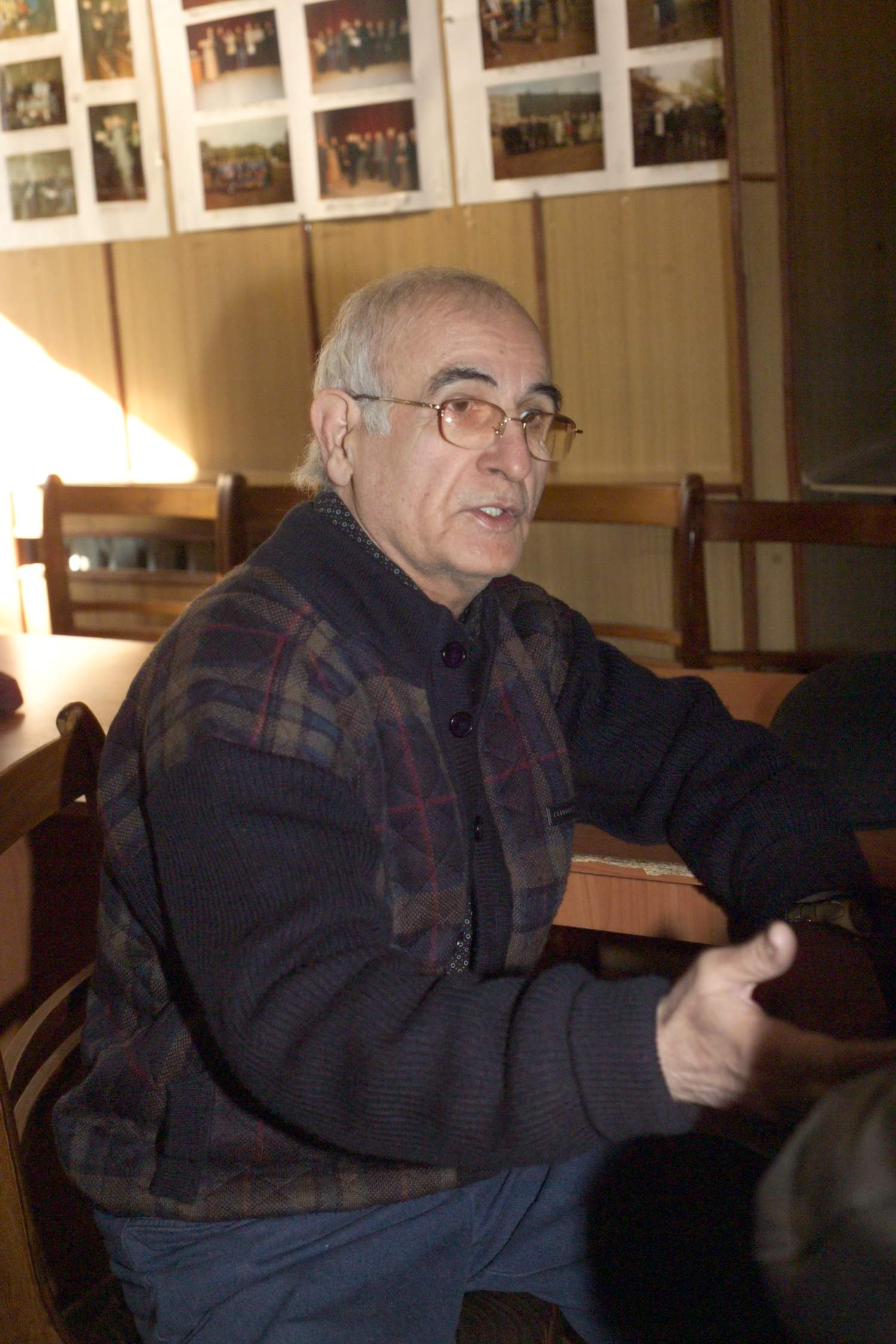
Ахмед Алескеров

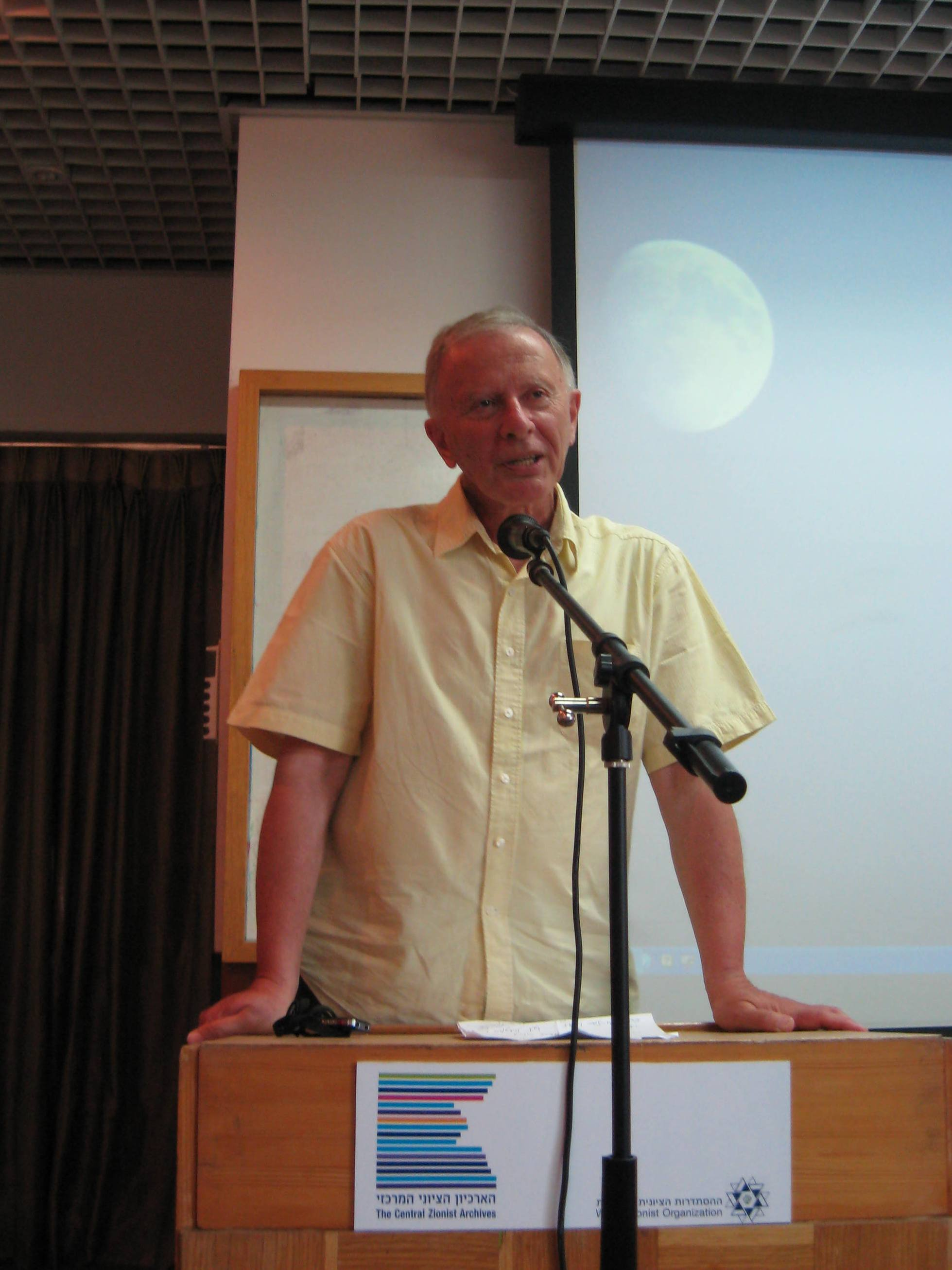
Роберт Вистрих

- State of Bengal (50) — британский диджей, музыкант и продюсер[134].
- Алескеров, Ахмед Лятифович (79) — советский футболист азербайджанского происхождения, полузащитник, советский и украинский тренер, заслуженный тренер Украинской ССР, Молдавской ССР, Таджикистана и Азербайджана[135].
- Бруннштейн, Клаус (77) — немецкий политический деятель и учёный в области компьютерных наук, депутат Бундестага (февраль — март 1983), председатель Международной федерации по обработке информации (2002—2004), профессор Гамбургского университета[136].
- Вистрих, Роберт (70) — британский и израильский историк, профессор и заведующий кафедрой современной европейской и еврейской истории Еврейского университета в Иерусалиме (с 1990 года), директор Международного центра Видала Сассуна по изучению антисемитизма (SICSA) (с 2002 года)[137].
- Гёттинг, Геральд (91) — государственный деятель ГДР, председатель Народной палаты ГДР (1969—1976)[138].
- Гумль-Бач, Ирена (85) — польский историк искусства, профессор, член Института искусств Польской академии наук[139].
- Евплов, Иван Гаврилович (95) — участник Великой Отечественной войны, командир батальона 988-го стрелкового полка (230-я стрелковая дивизия, 5-я ударная армия, 1-й Белорусский фронт), майор, Герой Советского Союза (1945)[140].
- Жарадат, Фахд — иорданский государственный деятель, министр финансов (1970)[141].
- Карпов, Владимир Александрович (66) — российский государственный деятель, глава администрации Брянской области (1993—1995)[142].
- Лундвалль, Брюс (79) — американский музыкальный продюсер[143].
- Меньшов, Евгений Александрович (68) — советский и российский актёр и телеведущий («Песня года»), народный артист Российской Федерации (2005)[144].
- Мухаммад, Бурхан (58) — посол Индонезии в Пакистане; последствия авиакатастрофы[145].
- Рокфеллер, Маргарет (88) — американская общественная деятельница и благотворитель, вдова Нельсона Рокфеллера, вице-президента США (1974—1977)[146].

## 18 мая

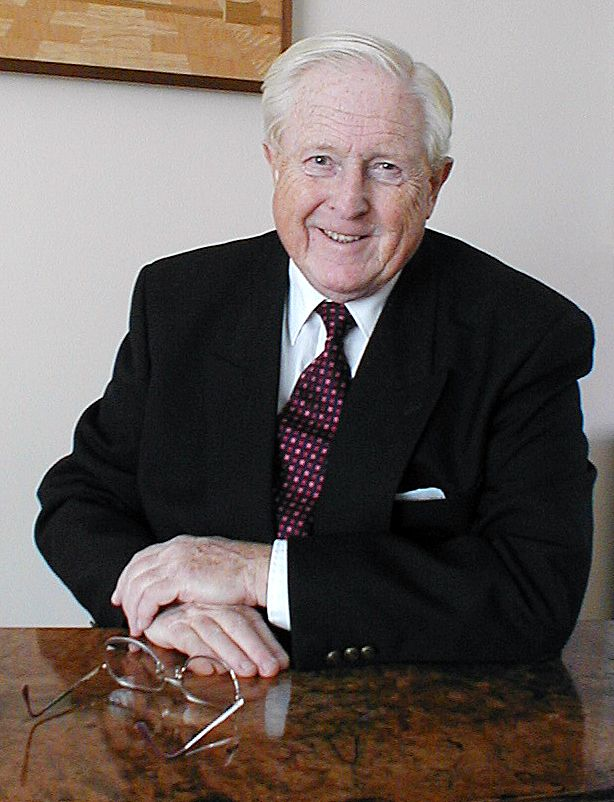
Реймонд Гослинг

- Халльдоур Аусгримссон (67) — исландский государственный деятель, премьер-министр Исландии (2004—2006)[147].
- Багиров, Садых Иман оглы (74) — советский и российский художник (о смерти стало известно в этот день)[148].
- Барбу, Анна (55) — молдавская эстрадная певица, народная артистка Республики Молдова (2011), мать скрипачки и эстрадной певицы Натальи Барбу[149].
- Вейсман, Виктор Львович (73)[значимость?] — советский и российский физик, почётный работник высшего профессионального образования Российской Федерации (2011)[150].
- Голиновская, Мария (?) — польский специалист по охране природы, профессор Вроцлавского экологического университета[151].
- Гослинг, Реймонд (88) — британский биолог, исследователь структуры ДНК в Кингс-колледже (совместно с Морисом Уилкинсом и Розалинд Франклин)[152].
- Зеегер, Харальд (93) — немецкий футбольный тренер, тренер сборной ГДР по футболу (1967—1969)[153].
- Карюков, Фагим Сайранович (67) — советский хоккеист («Салават Юлаев»), заслуженный тренер России (2004)[154].
- Назаров, Анатолий Дмитриевич (68) — советский и российский сотрудник органов государственной безопасности, начальник Управления ФСБ России по Брянской области (1995—2003), генерал-майор[155].
- Роек, Юзеф Яцек[пол.] (76) — польский писатель[156].
- Теодор, Жан-Франсуа (68) — французский бизнесмен, один из основателей, президент и генеральный директор Euronext (2001—2009)[157].
- Фёдорова, Елена Васильевна (87) — советский и российский филолог, специалист в области классической филологии и истории культуры, профессор МГУ им. М. В. Ломоносова[158].
- Шанбанг, Аруна (66) — индийская медсестра, оказавшаяся в центре внимания в связи с судебным процессом по вопросу эвтаназии[159].
- фон Шильген, Вольф (97) — немецко-австрийский писатель[160].
- Швед, Рышард[пол.] (76) — польский историк, профессор, депутат Сейма (1989—1991)[161].

## 17 мая
- Гаркави, Айра (84) — американский юрист, член Верховного суда штата Нью-Йорк (2000—2007), судья в нескольких громких процессах[162]
- Гиршман, Михаил Моисеевич (77) — советский литературовед, семиолог, доктор филологических наук, профессор[163][164].
- Карлье, Клод (90) — французский актёр, режиссёр, каскадёр[165] Архивная копия от 27 мая 2015 на Wayback Machine.
- Мацумото, Кэйдзи (65) — японский автогонщик, чемпион Super Formula (1979)[166].
- Савчук, Януш (71) — польский историк, профессор, редактор журнала «Обзор международных отношений»[167].
- Хонкала, Лео (82) — финский борец греко-римского стиля, бронзовый призёр летних Олимпийских игр в Хельсинки (1952)[168].
- Шинкс, Драгз (31)[значимость?] — американский рэпер, участник группы Coke Boys; убийство[169].

## 16 мая

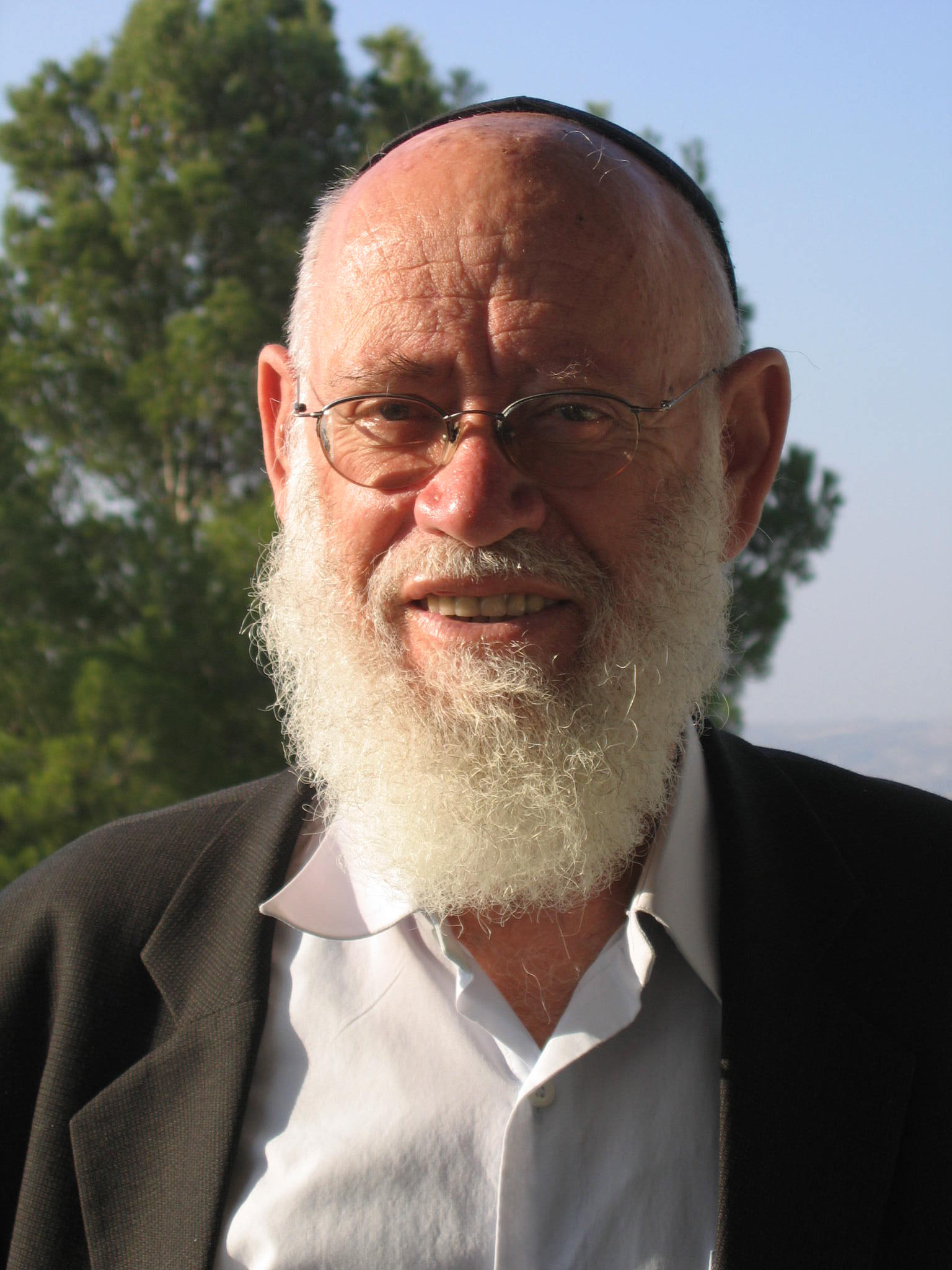
Моше Левингер

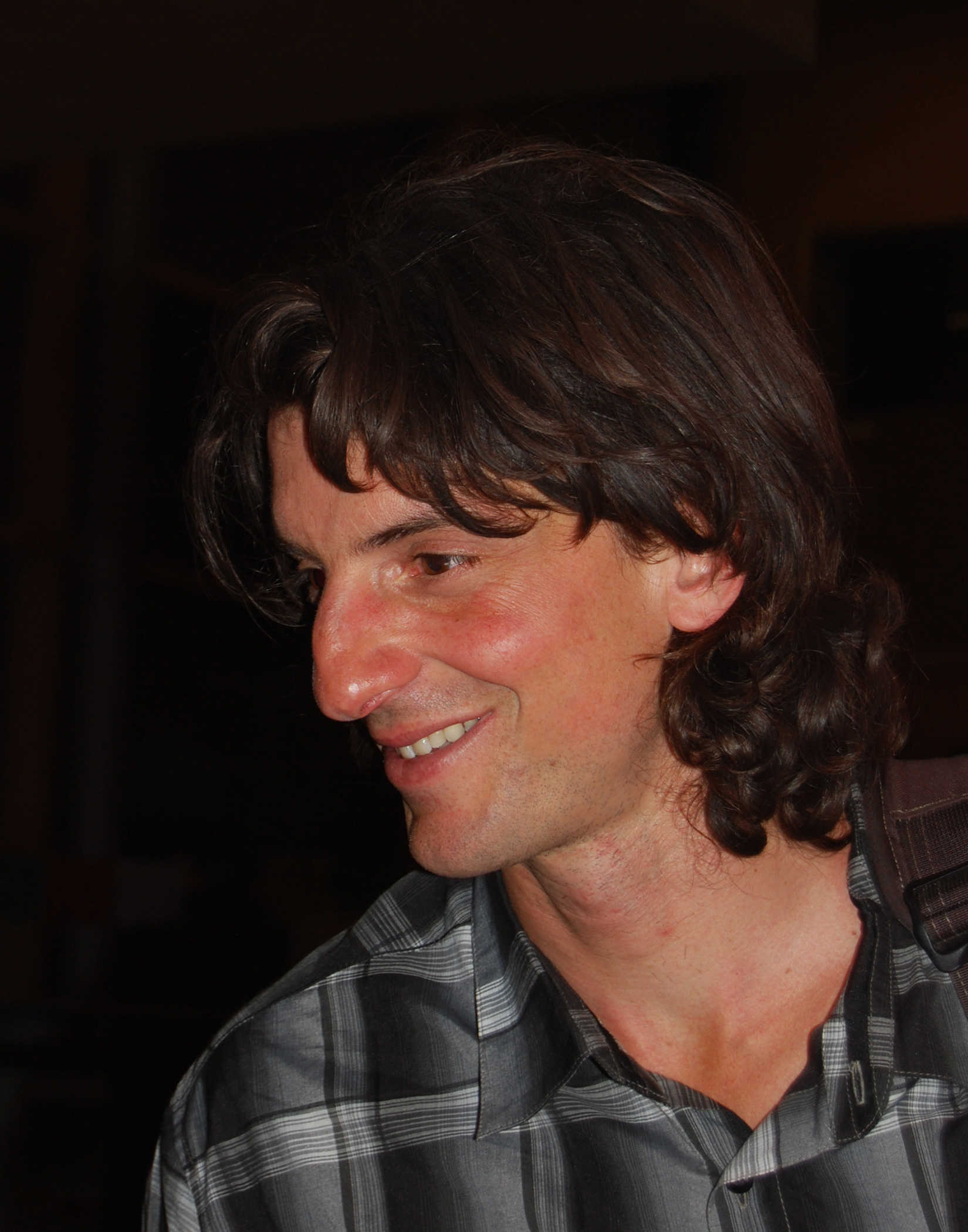
Дин Поттер

- Аляшев, Анатолий Алексеевич (75) — советский и российский кинорежиссёр, мультипликатор[170].
- Бейсхарт, Джеки (63) — американский и итальянский актёр («Этот проклятый бронепоезд»)[171].
- Бернась, Францишек (86) — польский писатель и публицист, участник Варшавского восстания[172].
- Борисов, Виктор Васильевич (73) — советский и узбекистанский футболист и тренер[173].
- Глейзер, Элиас (81) — бразильский актёр («Земля любви», «Дороги Индии»)[174][175].
- Ён Куон (89) — гонконгский профсоюзный деятель, кавалер Большой медали Баугинии (2001)[176].
- Ерофеева, Анастасия Фёдоровна (73) — прядильщица Ивановского меланжевого комбината им. Фролова, Герой Социалистического Труда (1973)[177].
- Кастаньеда, Нора — венесуэльский экономист, президент Женского банка развития (с 2001 года)[178].
- Левингер, Моше (80) — израильский раввин и общественный деятель, основатель еврейского квартала в Хевроне, один из лидеров движения Гуш Эмуним[179].
- Олефир, Станислав Михайлович (76) — советский и российский писатель, член Союза писателей России[180].
- Поттер, Дин (43) — американский соло-скалолаз, альпинист, бейс-джампер, бейслайнер и хайлайнер[181].
- Сахиров, Фёдор Семёнович (86) — советский актёр театра и кино, театральный режиссёр, главный режиссёр Бурятского государственного академического театра драмы им. Хоца Намсараева (1965—1983), народный артист РСФСР (1983)[182].
- Талльберг, Петер (77) — финский яхтсмен, участник 5 олимпиад, член Международного олимпийского комитета (с 1976 года), президент Международной федерации парусного спорта (1986—1994)[183].
- Темплтон, Джон мл.[англ.] (75) — американский хирург и филантроп[184].
- Тот, Доминик (89) — словацкий епископ, ауксилиарий Братиславской архиепархии[185].
- Якубчак, Хероним (67) — польский инженер-машиностроитель, профессор Варшавского политехнического университета, член секции машиностроения Польской академии наук[186].

## 15 мая
- Байгулов, Геннадий Илларионович (75)[значимость?] — советский и российский художник[187].
- Барковский, Александр Фёдорович (72) — советский и российский авиаконструктор, лауреат Государственной премии Российской Федерации, премии имени А. Н. Туполева (2003)[188] Архивная копия от 19 мая 2015 на Wayback Machine.
- Бинг, Элизабет (100)[значимость?] — американский физиотерапевт, пионер и популяризатор метода Ламаза, сооснователь «Lamaze International»[189].
- Дельбелло, Альфред (80) — американский государственный деятель, мэр Йонкерса (1970—1974)[190].
- Дзордзи, Ренцо (68) — итальянский автогонщик[191].
- Епремян, Гаро (70) — игрок в американский футбол армянского происхождения[192].
- Кампус, Майкл (80) — американский режиссёр («Рождественский коттедж»)[193].
- Киреева, Алла Борисовна (82) — советская и российская писательница, литературный критик, художница, вдова поэта Роберта Рождественского, мать художника Екатерины Рождественской[194].
- Маджи, Карлос[исп.] (92) — уругвайский писатель-классик, один из последних членов «Поколения 45[исп.]»[195].
- Мамут, Леонид Соломонович (85) — советский и российский правовед, доктор юридических наук, профессор, заслуженный юрист Российской Федерации (1994)[196].
- Матулиди Юсох[индон.] (57) — малайзийский политик, депутат парламента Малайзии (2008—2013)[197].
- Петет, Диди[индон.] (58) — индонезийский актёр и режиссёр[198].
- Рай, Дональд (80) — американский режиссёр, сценарист и продюсер, двукратный номинант на премию «Оскар» (1970, 1972)[199].
- Спыхальский, Леонард (88) — польский легкоатлет (прыжки в высоту), серебряный призёр чемпионата Польши (1951), трёхкратный призёр чемпионатов Европы среди ветеранов[200].
- Стефенсен, Джон (91) — американский актёр[201].
- Тонн, Рудольф (84) — австрийский политик, бургомистр Швехата и депутат Национального совета[202].
- Фрунтов, Рудольф Юрьевич (72) — советский и российский кинорежиссёр, сценарист и продюсер, заслуженный артист Российской Федерации (2014)[203].
- Щербатюк, Тамара Владимировна (78) — советская и украинская телеведущая, педагог[204].

## 14 мая

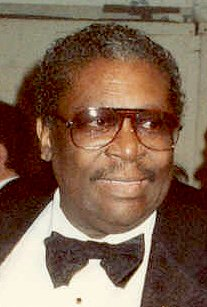
Би Би Кинг

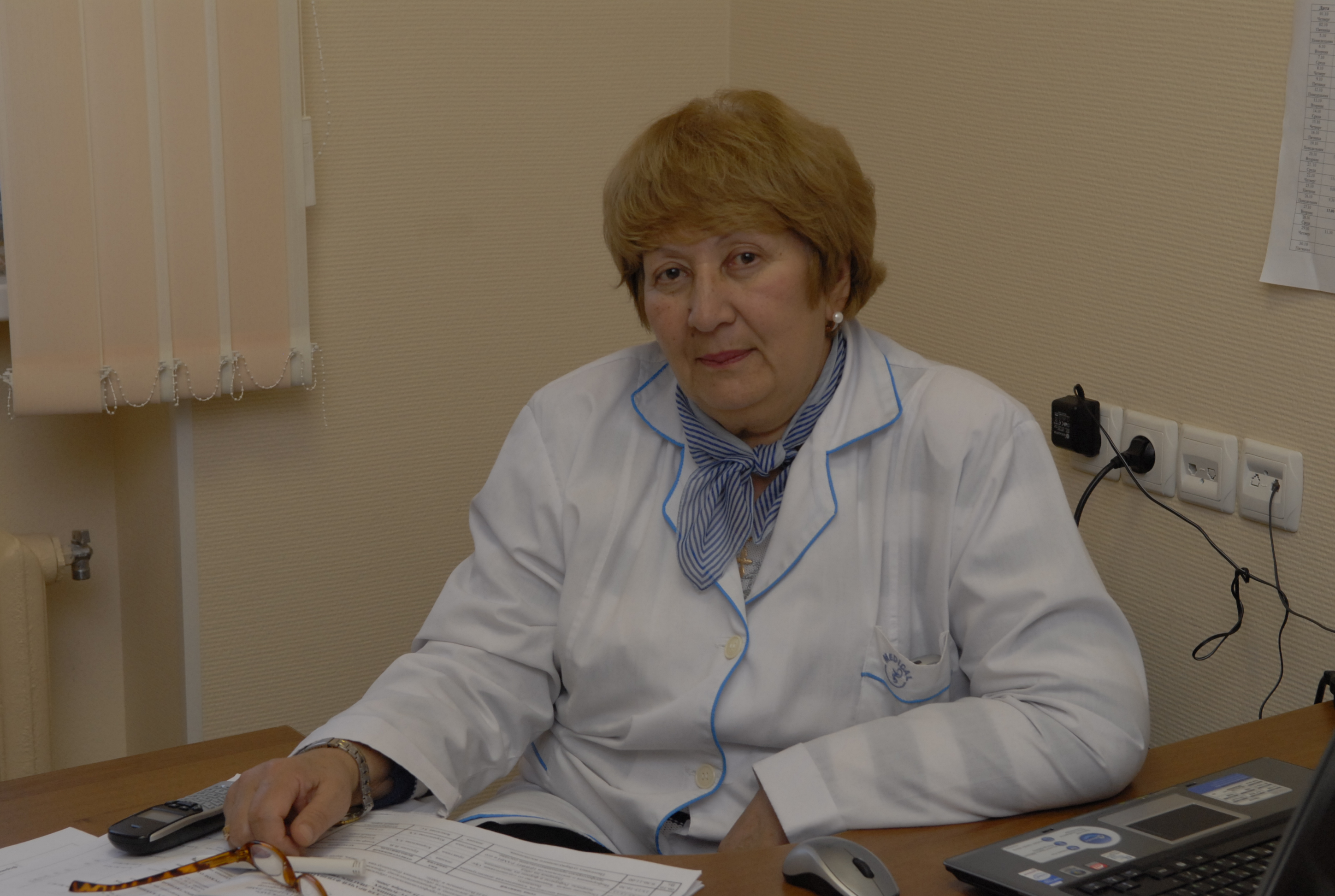
Зульфира Корнилова

- Блинов, Евгений Иванович (77) — советский и российский государственный деятель, председатель Новокузнецкого горисполкома (1990—1991), глава администрации Новокузнецка (1991—1995)[205].
- Жигульский, Здзислав[пол.] (93) — польский историк, профессор, председатель международной организации музеев оружия и военных музеев (1975—1981)[206].
- Исмаил, Фарид (58) — египетский политик, один из лидеров организации «Братья-мусульмане», депутат парламента; умер в тюрьме[207].
- Кинг, Би Би (89) — американский блюзовый гитарист, певец, автор песен[208].
- Корнилова, Зульфира Хусаиновна (76) — советский и российский врач-пульмонолог и фтизиатр, заведующая отделением новых информационных технологий ЦНИИТ РАМН (с 2007 года), профессор, заслуженный врач Российской Федерации (2007)[209].
- Кукиз, Тадеуш[пол.] (82) — польский историк Восточных кресов, лауреат медали Gloria Artis (2012)[210].
- Мажелу ди Кастру, Жералду[порт.] (84) — бразильский прелат, епископ (1988—2001) и архиепископ (2001—2007) Монтис-Кларуса[211].
- Майзар, Хишам[нем.] (73) — швейцарский врач палестинского происхождения, глава мусульман Швейцарии[212].
- Меркулов, Геннадий Константинович (75) — российский государственный деятель, глава администрации Рязанской области (1994—1996)[213].
- Морозов, Степан Юрьевич (38) — российский актёр; самоубийство[214].
- Райт, Франц (62) — американский поэт, лауреат Пулитцеровской премии (2004)[215].
- Стэнтон, Пил (78) — американский астрофизик, лауреат медали Джеймса Крейга Уотсона (1982) и премии Дирка Брауэра (1992)[216].

## 13 мая

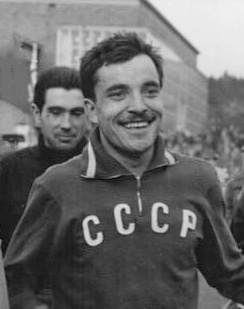
Гайнан Сайдхужин

- Галоян, Сергей (66) — армянский писатель, публицист, криминолог[217].
- Деннис, Гилл (74) — американский сценарист и режиссёр («Без улик», «Переступить черту»)[218].
- Климов, Сергей Владимирович (82) — работник советской атомной промышленности, полный кавалер ордена Трудовой Славы (1986)[219].
- Крутиков, Константин Александрович (94) — советский дипломат, Чрезвычайный и полномочный посол СССР в Камбодже (1962—1965)[220].
- Ларсен, Расмус (20) — датский баскетболист («Спиру Шарлеруа»)[221].
- Левинсон, Анна (76) — немецкий зоолог[222].
- Откаленко, Нина Григорьевна (86) — советская легкоатлетка, чемпионка СССР и Европы (1954), рекордсменка мира по бегу[223].
- Сайдхужин, Гайнан Рахматович (77) — советский велосипедист-шоссейник, заслуженный мастер спорта СССР, шестикратный победитель велогонки мира в личном и командном зачётах, десятикратный чемпион СССР[224].
- Сакетт, Дэвид[англ.] (80) — канадский врач, пионер доказательной медицины[225].
- Симакин, Юрий Александрович (67) — советский и российский композитор («Крепкий мужик») [www.kino-teatr.ru/kino/composer/sov/48247/bio/].
- Спроул, Стэнли (95) — американский государственный деятель, мэр Огасты (1971—1974)[226].
- Тома, Арлетт (87) — французская актриса[227].

## 12 мая
- Айала, Тони[англ.] (52)[значимость?] — американский боксёр[228].

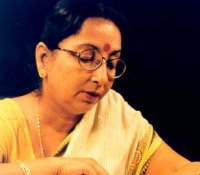
Сучитра Бхаттачария

- Аманниязов, Курбан Непесович (83) — советский туркменский и казахский геолог, действительный член Академии наук Туркменистана (1993)[229].
- Аттукваефио, Сесил Джонс (70) — ганский футболист и тренер, министр спорта Ганы (2007—2009)[230].
- Боровой, Алан[англ.] (82) — канадский правозащитник, юрист и публицист (о смерти стало известно в этот день)[231].
- Бхаттачария, Сучитра (65) — индийская писательница[232].
- Гэй, Питер (91) — американский историк, биограф Зигмунда Фрейда[233].
- Зинссер, Уильям (92) — американский писатель, журналист, литературный критик[234].
- Маврин, Иван Филиппович (84) — советский партийный и государственный деятель, председатель Амурского облисполкома (1984—1989), представитель администрации Амурской области при Президенте и Правительстве Российской Федерации (1994—1998)[235].
- Мирза, Саулат[англ.] (43)[значимость?] — пакистанский серийный убийца; казнён[236].
- Тибажи Роза, Оскар (87) — бразильский эстрадный певец[237].

## 11 мая

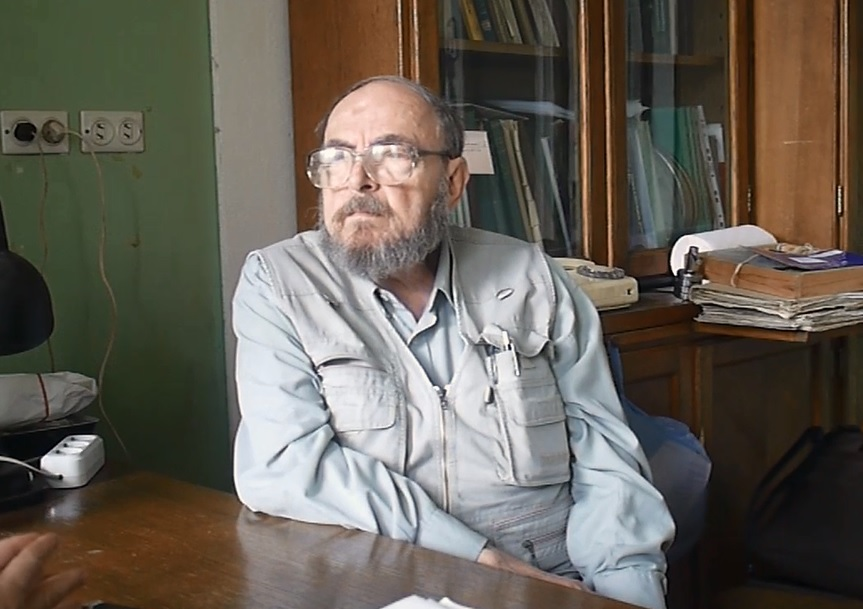
Феликс Дзержинский

- Бейлли, Рей[англ.] (80) — игрок в канадский футбол, обладатель Кубка Грея (1957)[238].
- Блэк, Мэгги (85) — американская балерина и балетный педагог[239].
- Варли, Изобел[англ.] (77)[значимость?] — самая татуированная в мире пенсионерка согласно Книге рекордов Гиннесса[240].
- Герартс, Йеф (85) — бельгийский писатель[241].
- Дзержинский, Феликс Янович (77) — советский и российский зоолог, орнитолог, заслуженный профессор МГУ им. М. В. Ломоносова, научный руководитель лаборатории эволюционной морфологии им. А. Н. Северцова, внук Ф. Э. Дзержинского[242].
- Зингер, Гидеон (88) — израильский киноактёр, исполнитель главной роли в сериале «Дверь к чудесам»[243].
- Леонидов, Роман Леонидович (71) — советский и российский скрипач и писатель, профессор, заслуженный работник высшей школы Российской Федерации (2002)[244].
- Матич, Фрэнк (80) — австралийский автогонщик, двукратный победитель Гран-при Австралии (1974, 1975)[245].
- Сепанлу, Мохаммад-Али[перс.] (75) — иранский поэт и диссидент, кавалер ордена Почётного Легиона[246].
- Суслов, Александр Иванович (64) — советский и российский тренер по биатлону, один из первых наставников двукратной олимпийской чемпионки Ольги Зайцевой, заслуженный тренер России[247].
- Уоттс, Джон (93) — гренадский политик, президент сената Гренады (1988—1990, 1995—2004)[248].
- Хьюи, Джон (87) — шотландский футболист, член сборной Шотландии по футболу, участник чемпионата мира по футболу (1958)[249]

## 10 мая

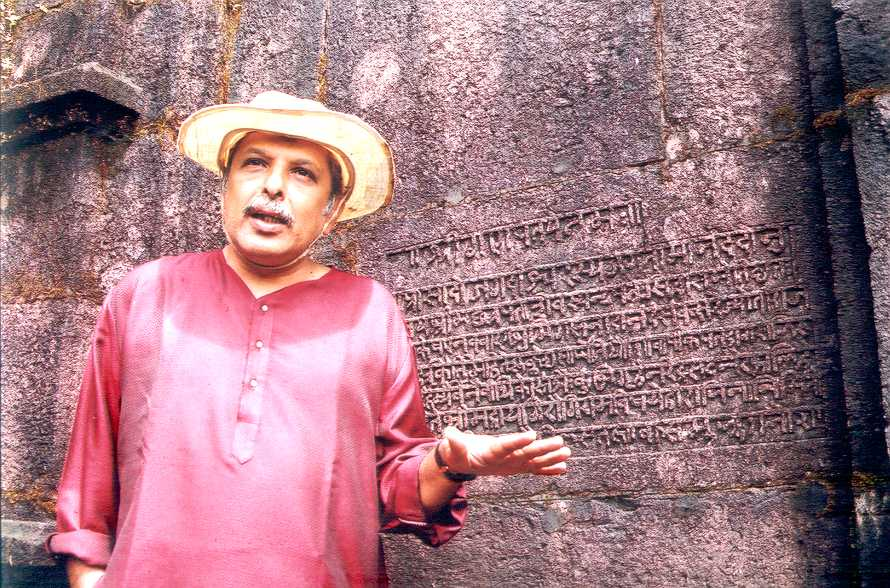
Нинад Бедекар

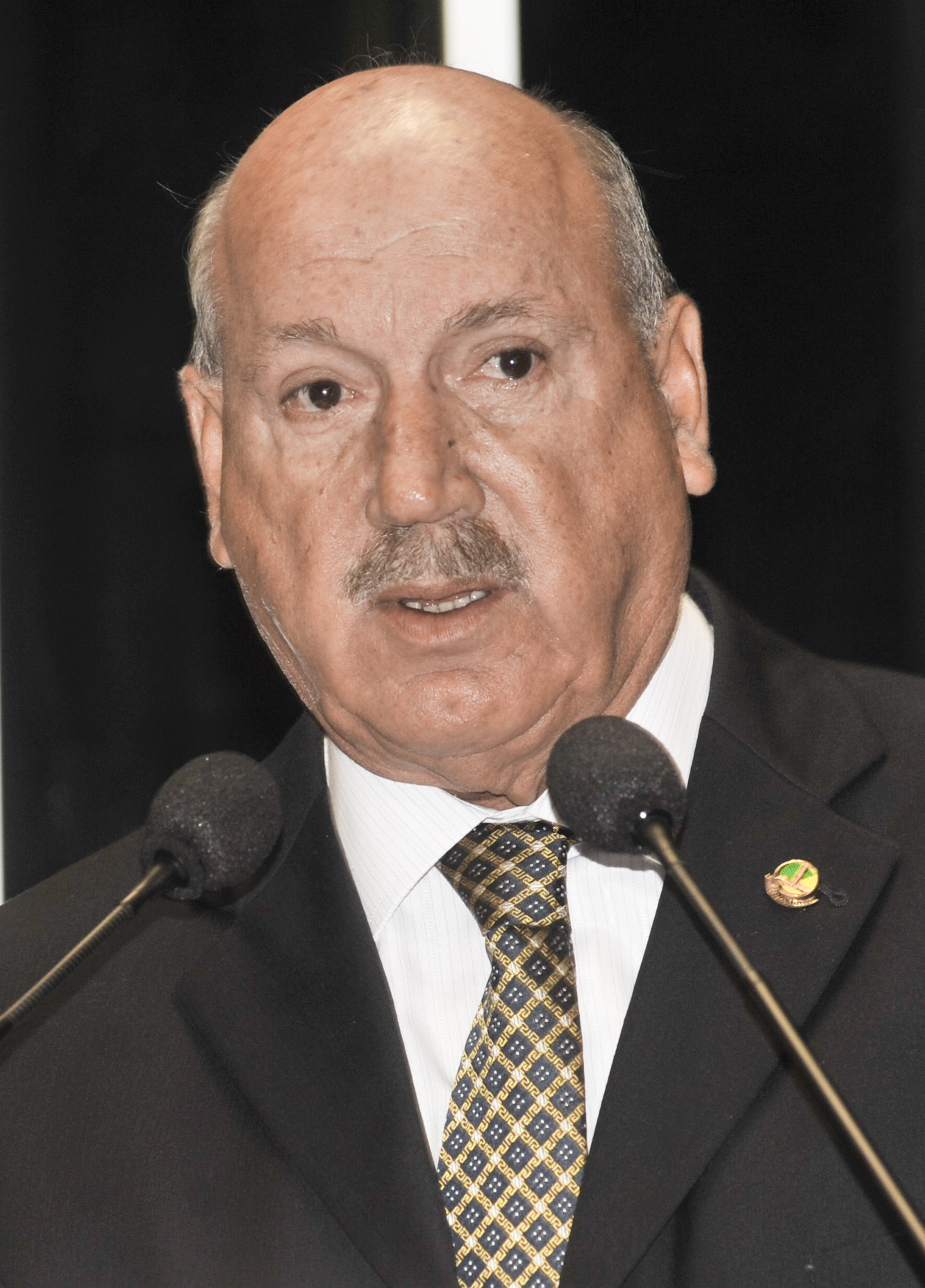
Луис Энрике да Силвейра

- Аверичева, Софья Петровна (100) — советская и российская театральная актриса, артистка Российского академического театра драмы им. Ф. Волкова, участница Великой Отечественной войны[250].
- Бедекар, Нинад[англ.] (65) — индийский историк и публицист[251].
- Бурден, Крис (69) — американский художник[252].
- Жуков, Анатолий Яковлевич (84) — советский военный и российский общественный деятель, командир первой в СССР атомной подводной лодки К-3 «Ленинский комсомол» (1968—1972), председатель Пензенского морского собрания (2009—2012)[253].
- Ким Кёк Сик (77) — северокорейский военачальник и государственный деятель, министр обороны КНДР (2012—2013)[254].
- Розенталь, Рейчел (88) — американская художница[255].
- Родригес, Марио (77) — аргентинский футболист, игрок «Чакарита Хуниорс», «Индепендьенте» и сборной Аргентины по футболу, лучший бомбардир Кубка Либертадорес (1964)[256].
- Салви, Виктор (95) — американский и итальянский арфист и производитель арф[257] Архивная копия от 18 мая 2015 на Wayback Machine.
- да Силвейра, Луис Энрике (75) — бразильский государственный деятель министр науки и технологий (1987—1988), губернатор Санта-Катарины (2003—2006, 2007—2010)[258].

## 9 мая

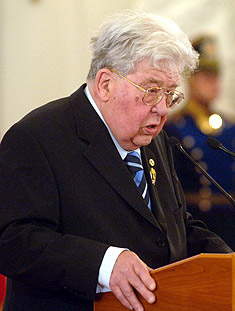
Игорь Горынин

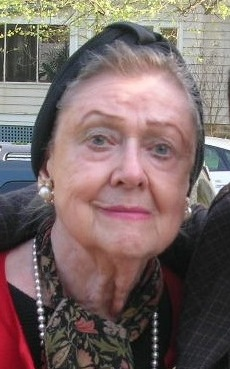
Элизабет Уилсон

- Горынин, Игорь Васильевич (89) — советский и российский материаловед, генеральный директор (1977—2008), президент и научный руководитель (с 2008 года) ЦНИИ конструкционных материалов «Прометей», академик РАН (1991, академик АН СССР с 1984)[259].
- Давила, Мария Эухения[исп.] (66) — колумбийская актриса и драматург («Мария Бонита»)[260].
- Джимбл, Джонни[англ.] (88) — американский кантри-скрипач, лауреат премии «Грэмми» (1994, 1996)[261].
- Каневский, Януш[пол.] (41)[значимость?] — польский дизайнер, создатель логотипа компании Fiat, упаковок сигарет Marlboro, кузовов автомобилей для фирм Ferrari, Alfa Romeo, Citroën[262].
- Ламфалусси, Александр (86) — бельгийский экономист, председатель Европейского валютного института (1994—1997)[263].
- Ло Вин-лок (60) — гонконгский политик, член Законодательного совета Гонконга по медицине (министр здравоохранения)[264] Архивная копия от 24 июня 2015 на Wayback Machine.
- Маккеллар, Майкл (76) — австралийский государственный деятель, министр по делам иммиграции и этническим вопросам (1975—1979), министр здравоохранения (1979—1982), министр внутренних дел и окружающей среды (1981)[265].
- Марквард, Одо (87) — немецкий философ[266].
- Сидорович, Болеслав (82) — польский борец вольного стиля, многократный чемпион Польши[267].
- Уилсон, Элизабет (94) — американская актриса, обладательница премии «Тони» (1972)[268].
- Фёдоров, Анатолий Николаевич (53) — советский и российский спортсмен и тренер, чемпион мира по стендовой стрельбе на круглом стенде (1981), чемпион Европы (1981), семикратный чемпион СССР, чемпион России (1996), мастер спорта СССР международного класса[269].
- Эврен, Кенан (97) — турецкий военный и государственный деятель, председатель Совета национальной безопасности (1980—1982) и президент (1982—1989)[270].

## 8 мая

Менаше Кадишман

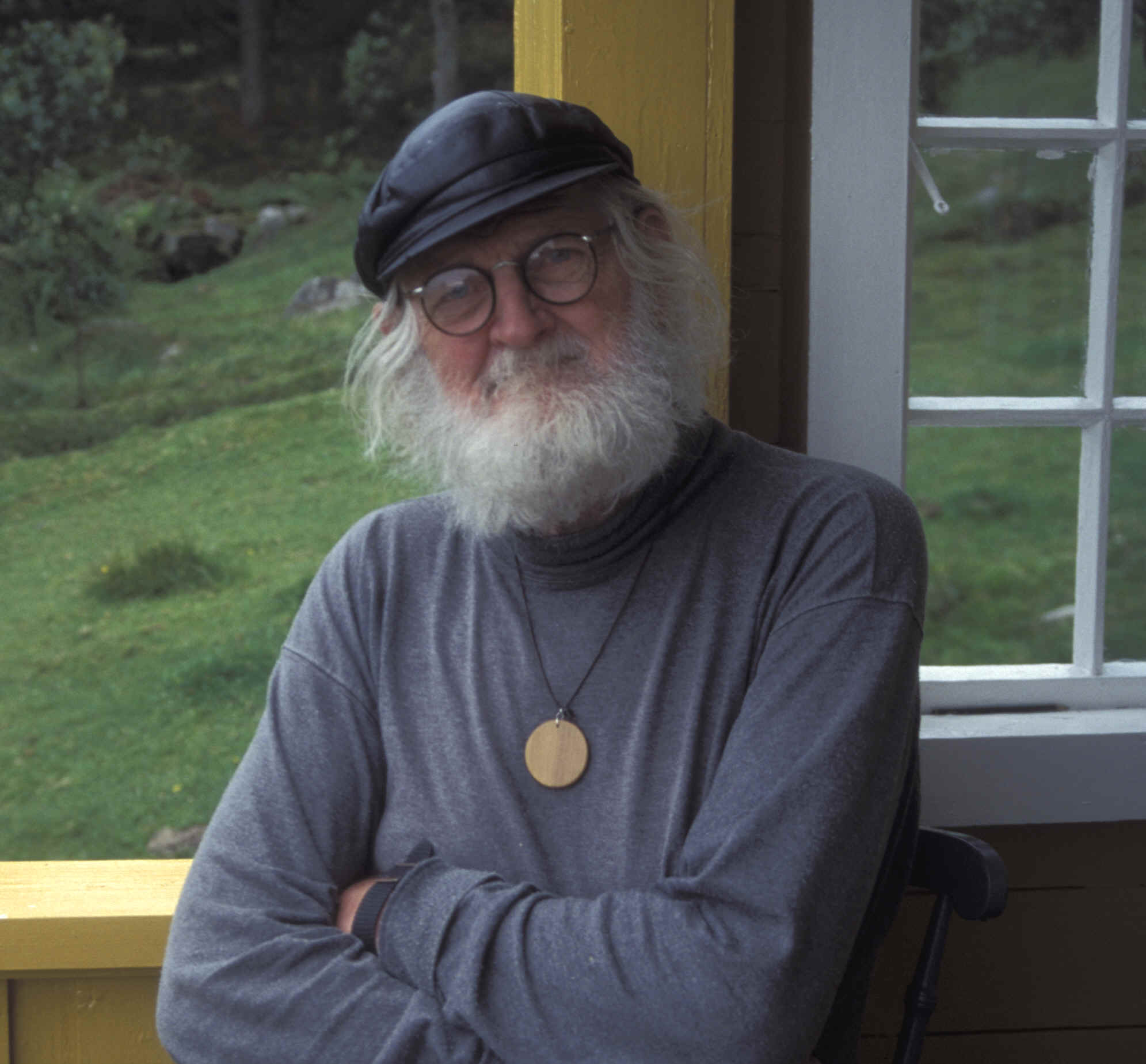
Мартин Наг

- Аласья, Зеки (72) — турецкий актёр, режиссёр и сценарист[271].
- Гуннарссон, Рутгер (69) — шведский музыкант, бас-гитарист группы ABBA[272].
- Ильенко, Вадим Герасимович (82) — советский и украинский кинооператор («За двумя зайцами»), народный артист Украины (2000)[273].
- Кадишман, Менаше (82) — израильский скульптор[274].
- Ларсен, Лейф (61) — посол Норвегии в Пакистане; авиакатастрофа[275].
- Лусенарио, Доминго[англ.] (54) — посол Филиппин в Пакистане; авиакатастрофа[276].
- Мвепу, Илунга (65) — конголезский футболист, участник чемпионата мира 1974 года в составе сборной Заира[277].
- Мойбенко, Алексей Алексеевич (83) — советский и украинский патофизиолог, кардиолог, академик НАН Украины (1991), заведующий отделом общей и молекулярной патофизиологии Института физиологии им. А. А. Богомольца НАН Украины (с 2007 года)[278].
- Наг, Мартин (88) — норвежский историк литературы, литературный критик, поэт и переводчик (переводил на норвежский язык произведения Достоевского, Тургенева и Льва Толстого) (о смерти объявлено в этот день)[279].
- Поздняков, Олег Михайлович (85) — советский и российский патофизиолог, член-корреспондент РАН (2014, член-корреспондент РАМН с 1991), заведующий отделом общей патологии НИИ общей патологии и патофизиологии, заслуженный деятель науки Российской Федерации (2000)[280].
- Семерджиев, Атанас (90) — болгарский государственный деятель, министр внутренних дел (1989—1990), вице-президент Болгарии (1990—1992)[281].
- Ткачук, Василий Михайлович (81) — украинский государственный и политический деятель, депутат Верховной рады Украины III созыва (1998—2002), министр сельского хозяйства и продовольствия Украины (1992), Герой Украины (2002), Герой Социалистического Труда (1982)[282].
- Хартсёйкер, Тон (81) — нидерландский пианист и композитор[283].

## 7 мая

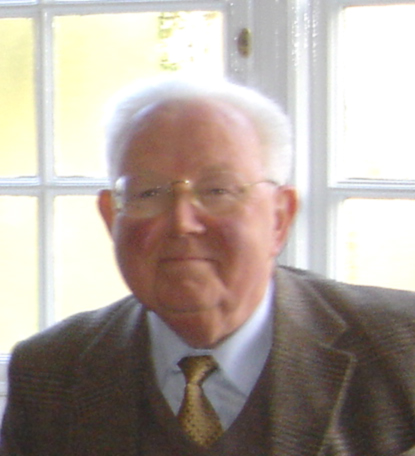
Сэмюэл Эдвардс

- Ажиев, Уки Ажиевич (90) — советский и казахстанский художник, мастер акварели, заслуженный деятель искусств Казахской ССР (1985), лауреат государственный премии Казахстана[284].
- Дюран, Клод (76) — французский издатель, главный директор издательства Fayard[285].
- Карпушкин, Геннадий Григорьевич (75) — российский государственный деятель, глава администрации Бийска (1992—2004)[286].
- Кроммерт, Геррит (85) — нидерландский футболист[287].
- Либов, Лев Иосифович (94) — советский и российский учитель, писатель, член Российского союза писателей.
- Паздур, Юзеф (90) — польский духовник, епископ-сеньор Вроцлавской архиепархии[288].
- Тотров, Руслан Хадзыбатырович (78) — советский и российский писатель, сценарист, главный редактор журнала «Дарьял» (с 1991 года)[289].
- Шевченко, Николай Петрович (91) — советский юрист и государственный деятель, председатель Саратовского областного суда.
- Эдвардс, Сэмюэл Фредерик (87) — британский физик, иностранный член Российской академии наук (2006)[290].
- Элиас, Арье (94) — израильский актёр[291].

## 6 мая

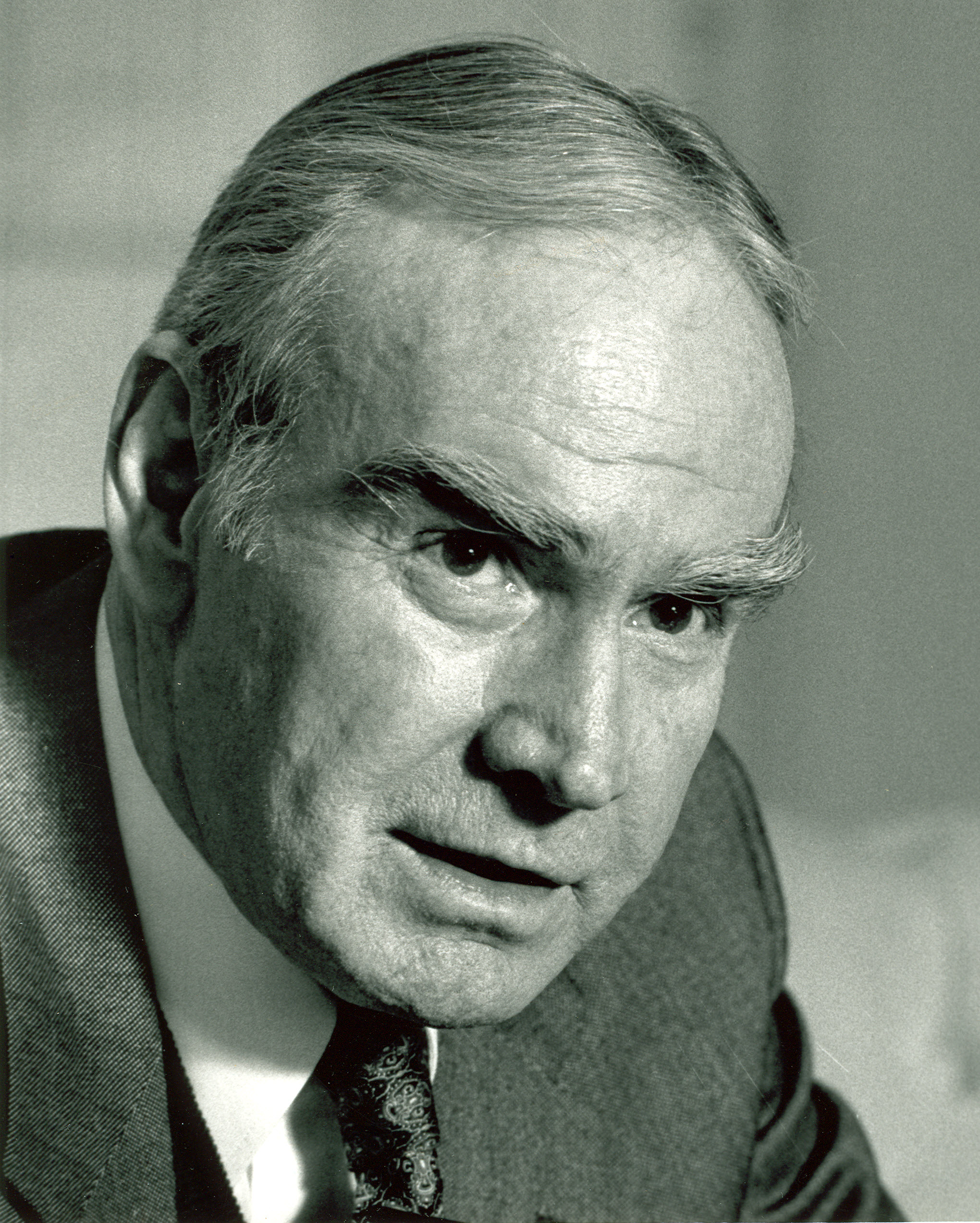
Джим Райт

- Браун, Эррол (70) — британский рок-певец и бас-гитарист, солист группы Hot Chocolate[292].
- Вилькош, Влодзимеж[пол.] (86) — польский театральный и киноактёр[293].
- Враничаны-Добринович, Янко (95) — хорватский государственный деятель и дипломат, министр туризма (1990—1992)[294].
- Дьяконов, Валерий Аркадьевич (72) — советский актёр театра и кино, артист Красноярского драматического театра им. А. С. Пушкина, народный артист РСФСР (1986), лауреат Государственной премии РСФСР им. К. С. Станиславского (1982)[295].
- О’Брайен, Майкл (67) — британский историк, член Британской академии[296].
- Райт, Джим (92) — американский государственный деятель, спикер Палаты представителей США (1987—1989)[297].
- Тутов, Иван Иванович (73) — советский и российский тренер по лёгкой атлетике, заслуженный работник физической культуры Российской Федерации (1995), заслуженный тренер России[298].
- Чумаков, Юрий Николаевич (92) — советский и российский литературовед, профессор кафедры русской литературы Новосибирского государственного педагогического университета[299].
- Шаззо, Казбек Гиссович (76) — советский и российский литературовед и писатель, доктор филологических наук, профессор[300].

## 5 мая
- Гольдерер, Оскар[англ.] (95) — американский и немецкий инженер-ракетчик[301].
- Грубер, Крейг (63) — американский рок-музыкант, бас-гитарист (Elf, Rainbow, Black Sabbath, The Rods)[302].
- Кастаньярес, Хон (90) — испанский государственный деятель и экономист, мэр Бильбао (1979—1983)[303].
- Кондратьев, Михаил Юрьевич (59) — советский и российский психолог, профессор Московского городского психолого-педагогического университета, член-корреспондент Российской академии образования (1996), почётный работник высшего профессионального образования Российской Федерации (2006); самоубийство (о смерти стало известно в этот день)[304].
- Кырму, Исайе (74) — советский и молдавский художник, лауреат Национальной премии Молдовы (2011)[305].
- Лейнсон, Ральф (88) — британский паразитолог, лауреат медали Мансона[англ.] (1983)[306].
- Хохлов, Моисей Залманович (91) — советский геофизик, участник Великой Отечественной войны, Герой Советского Союза (1943)[307].

## 4 мая

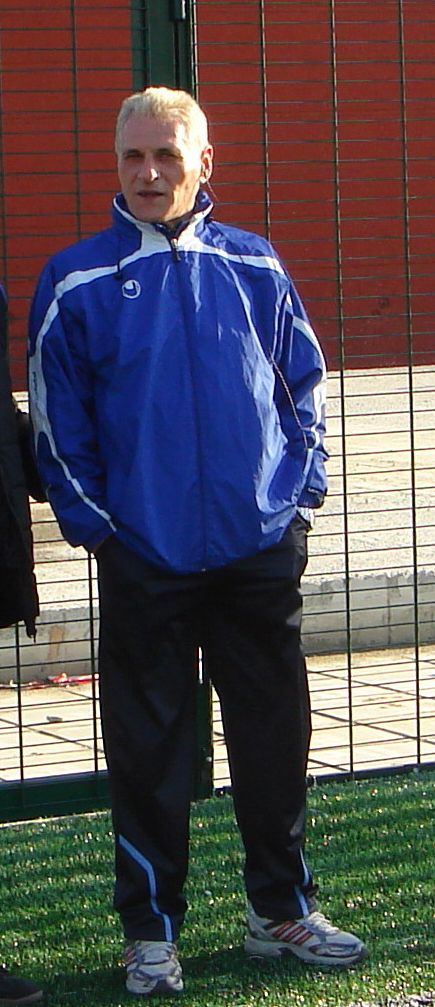
Живко Господинов

- Альбертини Дау, Эллен (101) — американская актриса[308].
- Андреев, Леопольд Георгиевич (91) — советский и российский контрабасист, педагог[309].
- Баст, Уильям (84) — американский сценарист и продюсер[310].
- Господинов, Живко (57) — болгарский футболист, участник чемпионата мира по футболу (1986)[311].
- Левыкин, Константин Григорьевич (90) — советский и российский историк, директор Государственного исторического музея (1976—1992), профессор Московского государственного университета, участник Великой Отечественной войны, отец директора Государственного исторического музея Алексея Левыкина[312].
- Льюис, Эндрю (44) — гайанский боксёр, чемпион мира в полусреднем весе по версии WBA (2001—2002); ДТП[313].
- Озерский, Джошуа[англ.] (47) — американский журналист, автор кулинарной и гастрономической литературы[314].
- Сюньков, Геннадий Константинович (75) — советский и российский поэт и прозаик[315].
- Фейзуллаев, Ниджат Лятиф оглы (69) — советский и азербайджанский режиссёр и сценарист[316].
- Эппли, Эва (90) — швейцарская художница[317].

## 3 мая

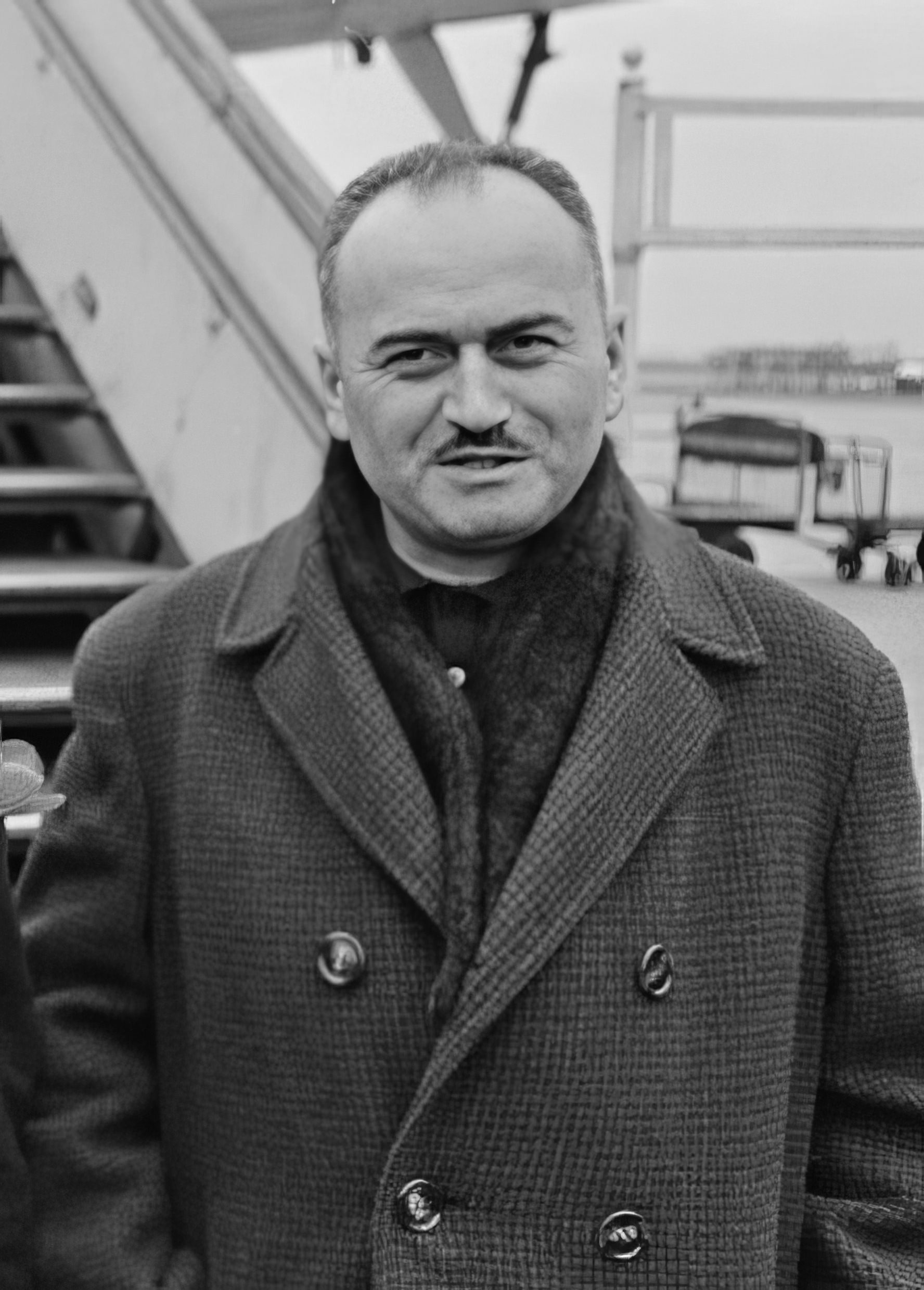
Резо Чхеидзе

- Бучкувна, Мечислава[пол.] (90) — польская поэтесса, переводчица русской литературы[318].
- Демичев, Алексей Петрович (71) — советский и российский государственный деятель, депутат Совета Федерации от Калужской области (1994—1996)[319].
- Кажгалиев, Шамгон Сагиддинович (87) — первый профессиональный казахский дирижёр, народный артист СССР (1985), отец композитора Тлеса Кажгалиева и пианиста Нарына Кажгалиева[320].
- Константин, Томас (76) — американский полицейский функционер, руководитель Управления по борьбе с наркотиками (1994—1999)[321].
- Куринский, Валерий Александрович (75) — украинский поэт-песенник и писатель[322].
- Магомедов, Хасрат Шамсулгудаевич (65) — советский и российский дагестанский борец и спортивный врач, бронзовый призёр чемпионата СССР (1976), мастер спорта СССР международного класса[323].
- Медеубеков, Кийлыбай Усенович (85) — советский и казахстанский учёный, общественный и политический деятель, академик ВАСХНИЛ (1982) и Национальной академии наук Республики Казахстан (1996)[324].
- Соколов, Алексей Аркадьевич (58) — российский банкир, создатель (1994) и председатель совета директоров (с 2005) банка «Зенит»[325].
- Усман, Абдул Басит (40—41) — филиппинский террорист, один из главарей радикальной группировки «Джемаа исламия»; убит[326].
- Холл, Алан (62) — британский цитолог, член Королевского общества (с 1999 года), лауреат международной премии Гайрднер (2006)[327].
- Чхеидзе, Резо Давидович (88) — советский и грузинский кинорежиссёр, сценарист и актёр, народный артист СССР (1980)[328].
- Швецов, Геннадий Иванович (80) — советский и российский инженер-строитель, член-корреспондент Российской академии архитектуры и строительных наук (РААСН) (1996), заведующий кафедрой «Основания, фундаменты, инженерная геология и геодезия» АлтГТУ им. И. И. Ползунова (с 1976 года), профессор, заслуженный деятель науки и техники Российской Федерации (1995)[329].

## 2 мая

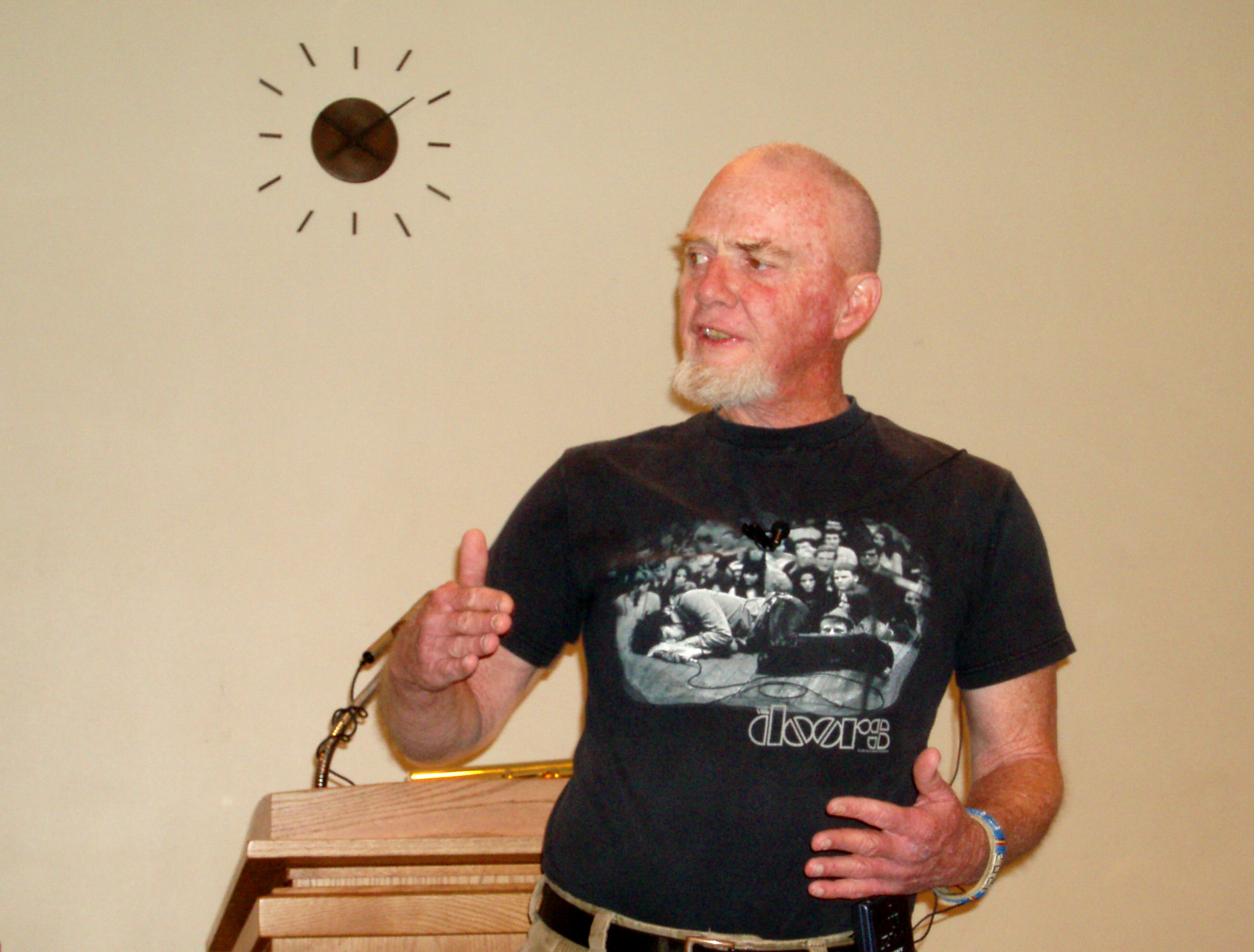
Майкл Блейк

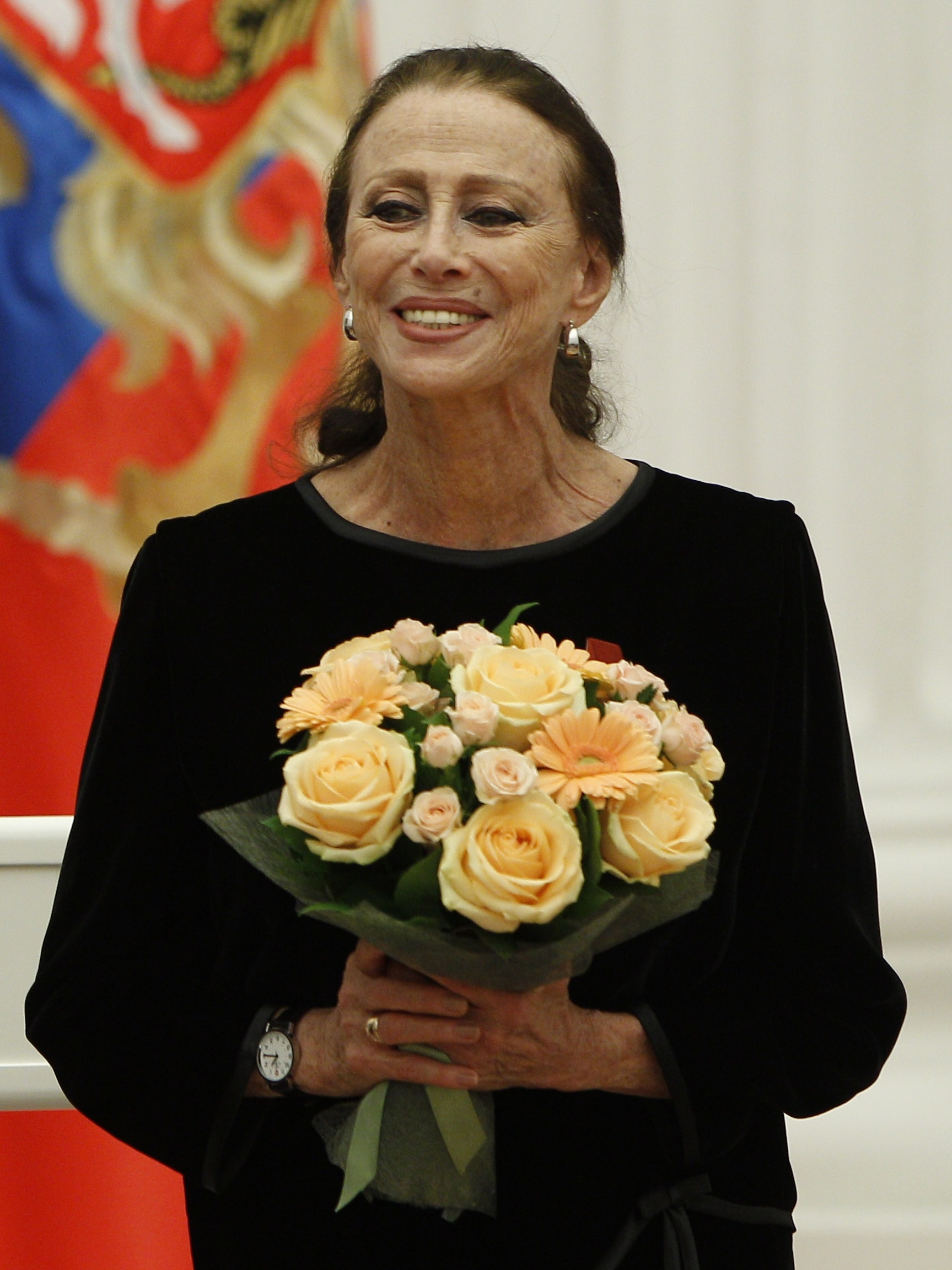
Майя Плисецкая

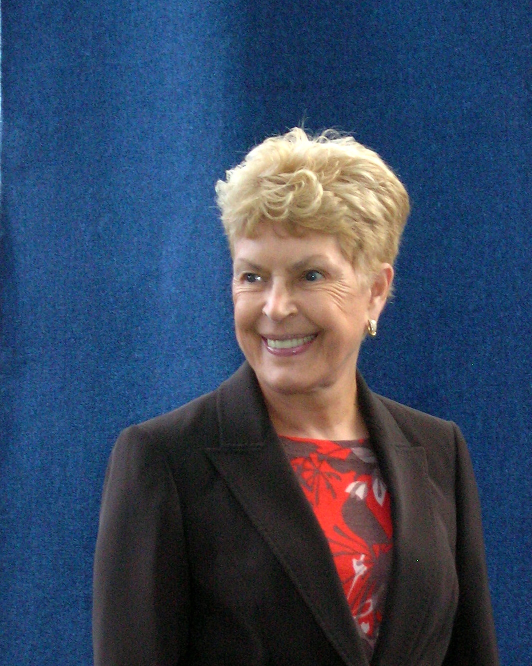
Рут Ренделл

- Арчер, Стюарт (100) — британский военный деятель, полковник Британской армии, кавалер Георгиевского креста[330].
- Аш-Шишани, Абу Ибрагим (?) — один из лидеров террористической организации ИГ; убит[331].
- Блейк, Майкл (69) — американский писатель и сценарист, лауреат премий «Оскар» и «Золотой глобус» (1991) («Танцующий с волками»)[332].
- Вейн, Норман Таддеус (86) — американский режиссёр, сценарист и продюсер[333][334].
- Вычулковская, Ирена (73 или 74) — польская поэтесса[335].
- Григорьев, Юрий Владимирович (75) — советский и российский артист балета и педагог, народный артист РСФСР (1985)[336] Архивная копия от 26 мая 2015 на Wayback Machine.
- Гудман, Филип (89) — американский режиссёр, сценарист и продюсер[337].
- Караван, Гай (87) — американский певец и активист движения за гражданские права[338].
- Кокорина, Эльвира Валентиновна (82) — советская артистка балета и педагог, профессор Академии русского балета им. А. Я. Вагановой, заслуженный деятель искусств Российской Федерации[339].
- Корреа, Сара (22) — бразильская пловчиха, чемпион Южноамериканских игр (2010), серебряный призёр Панамериканских игр (2011); ДТП[340].
- Кузьминский, Константин Константинович (75) — русский поэт, лауреат Премии Андрея Белого (1997), соавтор «Антологии новейшей русской поэзии у Голубой Лагуны»[341].
- Плисецкая, Майя Михайловна (89) — советская артистка балета, народная артистка СССР (1959), лауреат Ленинской премии (1964), Герой Социалистического Труда (1985), жена композитора Родиона Щедрина; сердечная недостаточность[342].
- Подрыгалло, Ядвига (95) — польская общественная деятельница, участница Варшавского восстания, кавалер ордена Улыбки и ордена Двойного белого креста (Словакия)[343].
- Ренделл, Рут (85) — британская писательница, автор популярных детективов и триллеров, её книги неоднократно экранизировались («Живая плоть», «Кика», «Церемония» и др.)[344].

## 1 мая

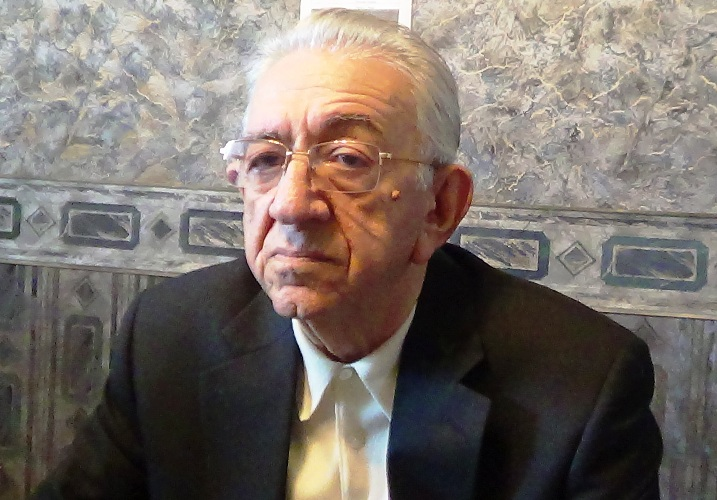
Вафа Гулузаде

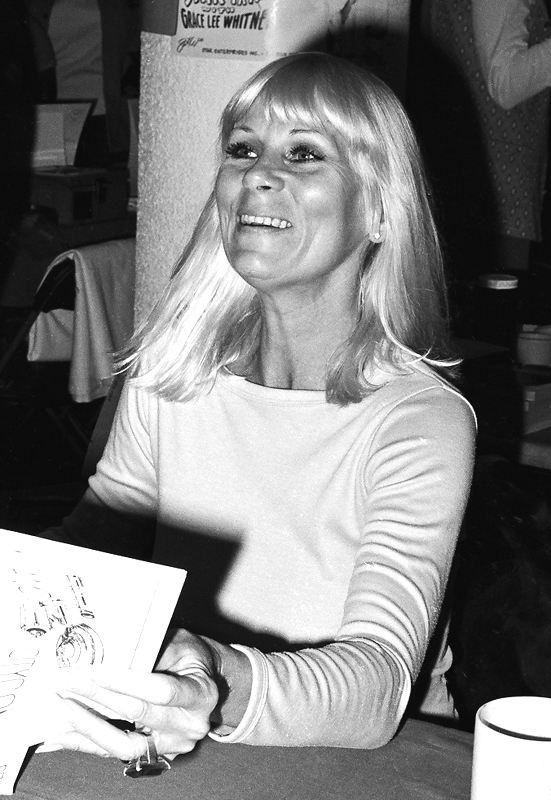
Грейс Ли Уитни

- Андерсон, Стивен Милберн (67) — американский режиссёр, сценарист и продюсер («Против течения»)[345].
- Веласко, Мария Элена (74) — мексиканская актриса-комик, режиссёр, сценарист, продюсер, певица и балерина; рак желудка[346].
- Голдберг, Дэвид[англ.] (47) — американский предприниматель, CEO SurveyMonkey[англ.], муж Шерил Сэндберг[347].
- Григоренко, Андрей Юрьевич (65) — советский и российский религиовед, специалист в области антропологии и социологии религии, истории западного протестантизма и церковно-государственных отношений, профессор[348].
- Гулузаде, Вафа Мирзаага оглы (74) — азербайджанский политолог[349].
- Гуськов, Юрий Александрович (79) — советский партийный и российский государственный деятель, первый секретарь Архангельского обкома КПСС (1989—1990), председатель Архангельского областного Совета народных депутатов (1990—1993)[350].
- Дидык, Пётр Николаевич (54) — советский и украинский футболист; ДТП[351].
- Дюк, Джефф (92) — британский мотогонщик, неоднократный чемпион мира[352].
- Каналехас, Хосе (90) — испанский актёр[353][354].
- Кок, Александр (89) — британский виолончелист, один из основателей оркестра Филармония[355].
- Петканов, Георгий[болг.] (67) — болгарский юрист и государственный деятель, министр внутренних дел (2001—2005) и министр юстиции Болгарии (2005—2007)[356].
- Серезино, Рей (86) — канадский хоккеист («Торонто Мейпл Лифс») (1947—1957)[357].
- Таут, Джон — британский музыкант (Renaissance)[358].
- Уитни, Грейс Ли (85) — американская актриса[359].
- Уитталл, Бет (78) — канадская пловчиха, двукратная чемпионка Панамериканских игр (1955)[360].
- Шлипко, Тадеуш (97) — польский священник, иезуит, философ, профессор[361].